# Japon aux Jeux olympiques d'été de 2024
Le Japon participe aux Jeux olympiques d'été de 2024 à Paris, en France du 26 juillet au 11 août 2024. Il s'agit de sa 24e participation à des Jeux olympiques d'été.
Le danseur Shigeyuki Nakarai (en) et l'escrimeuse Misaki Emura sont nommés porte-drapeau de la délégation japonaise.

## Nombre d’athlètes qualifiés par sport
Voici la liste des qualifiés et sélectionnés japonais par sport (remplaçants compris) :
| Sport                                                                               | Hommes    | Femmes   | Total     |
| ----------------------------------------------------------------------------------- | --------- | -------- | --------- |
| Athlétisme                                                                          | 33        | 23       | 56        |
| Aviron                                                                              | 3         | 2        | 5         |
| Badminton                                                                           | 6         | 6        | 12        |
| Basket-ball                                                                         | 16        | 18       | 34        |
| Boxe                                                                                | 2         | 0        | 2         |
| Breakdance                                                                          | 2         | 2        | 4         |
| Canoë-kayak                                                                         | 2         | 2        | 4         |
| Cyclisme                                                                            | 10        | 11       | 21        |
| Équitation                                                                          | 8         | 0        | 8         |
| Escalade                                                                            | 2         | 2        | 4         |
| Escrime                                                                             | 9         | 9        | 18        |
| Football                                                                            | 21        | 22       | 43        |
| Golf                                                                                | 2         | 2        | 4         |
| Gymnastique                                                                         | 5         | 4        | 9         |
| Haltérophilie                                                                       | 2         | 1        | 3         |
| Handball                                                                            | 19        | 0        | 19        |
| Hockey sur gazon                                                                    | 0         | 16       | 16        |
| Judo                                                                                | 8         | 6        | 14        |
| Lutte                                                                               | 7         | 6        | 12        |
| Sports aquatiques • Natation sportive • Plongeon • Natation artistique • Water-polo | 15 2 0 12 | 14 3 9 0 | 29 5 9 12 |
| Pentathlon moderne                                                                  | 1         | 1        | 2         |
| Rugby à sept                                                                        | 13        | 13       | 26        |
| Skateboard                                                                          | 3         | 7        | 10        |
| Surf                                                                                | 3         | 1        | 4         |
| Tennis                                                                              | 2         | 4        | 6         |
| Tennis de table                                                                     | 3         | 3        | 6         |
| Tir                                                                                 | 2         | 1        | 3         |
| Tir à l'arc                                                                         | 4         | 0        | 4         |
| Triathlon                                                                           | 2         | 1        | 3         |
| Voile                                                                               | 3         | 4        | 7         |
| Volley-ball • En salle • Beach-volley'l                                             | 2 12      | 0 13     | 2 25      |
| Total                                                                               |           |          |           |

## Bilan général
| Sport              | Médaille d'or, Jeux olympiques | Médaille d'argent, Jeux olympiques | Médaille de bronze, Jeux olympiques | Total | Rang pays |
| ------------------ | ------------------------------ | ---------------------------------- | ----------------------------------- | ----- | --------- |
| Athlétisme         | 1                              | 0                                  | 0                                   | 1     |           |
| Badminton          | 0                              | 0                                  | 2                                   | 2     |           |
| Breakdance         | 1                              | 0                                  | 0                                   | 1     |           |
| Équitation         | 0                              | 0                                  | 1                                   | 1     |           |
| Escalade           | 0                              | 1                                  | 0                                   | 1     |           |
| Escrime            | 2                              | 1                                  | 2                                   | 5     |           |
| Golf               | 0                              | 0                                  | 1                                   | 1     |           |
| Gymnastique        | 3                              | 0                                  | 1                                   | 4     |           |
| Judo               | 3                              | 2                                  | 3                                   | 8     |           |
| Lutte              | 8                              | 1                                  | 2                                   | 11    |           |
| Natation           | 0                              | 1                                  | 0                                   | 1     |           |
| Pentathlon moderne | 0                              | 1                                  | 0                                   | 1     |           |
| Plongeon           | 0                              | 1                                  | 0                                   | 1     |           |
| Skateboard         | 2                              | 2                                  | 0                                   | 4     |           |
| Tennis de table    | 0                              | 0                                  | 1                                   | 2     |           |
| Voile              | 0                              | 1                                  | 0                                   | 1     |           |
| Total              | 20                             | 12                                 | 13                                  | 45    |           |

| Jour       | Médaille d'or, Jeux olympiques | Médaille d'argent, Jeux olympiques | Médaille de bronze, Jeux olympiques | Total |
| ---------- | ------------------------------ | ---------------------------------- | ----------------------------------- | ----- |
| 26 juillet | 0                              | 0                                  | 0                                   | 0     |
| 27 juillet | 1                              | 0                                  | 1                                   | 2     |
| 28 juillet | 3                              | 2                                  | 0                                   | 5     |
| 29 juillet | 2                              | 0                                  | 3                                   | 5     |
| 30 juillet | 1                              | 0                                  | 0                                   | 1     |
| 31 juillet | 1                              | 1                                  | 0                                   | 2     |
| 1er août   | 0                              | 0                                  | 1                                   | 1     |
| 2 août     | 0                              | 0                                  | 1                                   | 1     |
| 3 août     | 0                              | 1                                  | 3                                   | 4     |
| 4 août     | 1                              | 0                                  | 1                                   | 2     |
| 5 août     | 1                              | 0                                  | 1                                   | 2     |
| 6 août     | 1                              | 1                                  | 1                                   | 3     |
| 7 août     | 1                              | 0                                  | 1                                   | 2     |
| 8 août     | 1                              | 1                                  | 0                                   | 2     |
| 9 août     | 3                              | 1                                  | 0                                   | 4     |
| 10 août    | 2                              | 4                                  | 0                                   | 6     |
| 11 août    | 2                              | 0                                  | 0                                   | 2     |
| Total      | 20                             | 12                                 | 13                                  | 45    |

| Sexe   | Médaille d'or, Jeux olympiques | Médaille d'argent, Jeux olympiques | Médaille de bronze, Jeux olympiques | Total |
| ------ | ------------------------------ | ---------------------------------- | ----------------------------------- | ----- |
| Hommes | 12                             | 7                                  | 4                                   | 23    |
| Femmes | 8                              | 13                                 | 7                                   | 18    |
| Mixte  | 0                              | 2                                  | 2                                   | 4     |
| Total  | 20                             | 12                                 | 13                                  | 45    |

## Médaillés
Légende
- Hommes
- Femmes
- Mixte

### Médaillés d’or
| Sport                  | Discipline / Épreuve        | Discipline / Épreuve  | Athlète(s)                                                                          | Performance                      | Date       |
| ---------------------- | --------------------------- | --------------------- | ----------------------------------------------------------------------------------- | -------------------------------- | ---------- |
| Judo                   | Moins de 48 kg              | Compétition féminine  | Natsumi Tsunoda                                                                     | 01 - 00 contre Baasankhüü        | 27 juillet |
| Judo                   | Moins de 66 kg              | Compétition masculine | Hifumi Abe                                                                          | 10 - 00 contre Lima              | 28 juillet |
| Judo                   | Moins de 81 kg              | Compétition masculine | Takanori Nagase                                                                     | 11 - 0 contre Tato Grigalashvili | 30 juillet |
| Escrime                | Épée individuelle           | Compétition masculine | Kōki Kanō                                                                           | 15 - 9 contre Borel              | 28 juillet |
| Escrime                | Fleuret par équipe          | Compétition masculine | - Kyosuke Matsuyama - Takahiro Shikine - Kazuki Iimura - Yudai Nagano               | 45 - 36 contre Italie            | 4 août     |
| Skateboard             | Street                      | Compétition féminine  | Coco Yoshizawa                                                                      | 272,75 points                    | 28 juillet |
| Skateboard             | Street                      | Compétition masculine | Yuto Horigome                                                                       | 281,14 points                    | 29 juillet |
| Gymnastique artistique | Concours général par équipe | Compétition masculine | - Daiki Hashimoto - Kazuma Kaya - Shinnosuke Oka - Takaaki Sugino - Wataru Tanigawa | 259,594 points                   | 29 juillet |
| Gymnastique artistique | Concours général individuel | Compétition masculine | Shinnosuke Oka                                                                      | 86,832 points                    | 31 juillet |
| Gymnastique artistique | Barre fixe                  | Compétition masculine | Shinnosuke Oka                                                                      | 14,533 points                    | 5 août     |
| Lutte gréco-romaine    | Moins de 60 kg              | Compétition masculine | Ken'ichirō Fumita                                                                   | 4 - 1 contre Cao Liguo           | 6 août     |
| Lutte gréco-romaine    | Moins de 77 kg              | Compétition masculine | Nao Kusaka                                                                          | 5 - 2 contre Demeu Zhadrayev     | 7 août     |
| Lutte libre            | Moins de 53 kg              | Compétition féminine  | Akari Fujinami                                                                      | 10 - 0 contre Lucía Yépez        | 8 août     |
| Lutte libre            | Moins de 57 kg              | Compétition masculine | Rei Higuchi                                                                         | 4 - 2 contre Spencer Lee         | 9 août     |
| Lutte libre            | Moins de 57 kg              | Compétition féminine  | Tsugumi Sakurai                                                                     | 6 - 0 contre Anastasia Nichita   | 9 août     |
| Lutte libre            | Moins de 62 kg              | Compétition féminine  | Sakura Motoki                                                                       | 12 - 1 contre Iryna Koliadenko   | 10 août    |
| Lutte libre            | Moins de 76 kg              | Compétition féminine  | Yuka Kagami                                                                         | 3 - 1 contre Kennedy Blades      | 11 août    |
| Lutte libre            | Moins de 65 kg              | Compétition masculine | Kotaro Kiyooka                                                                      | 10 - 3 contre Rahman Amouzad     | 11 août    |
| Breakdance             | B-Girls                     | Compétition féminine  | Ami Yuasa                                                                           | 16 - 11 contre Nicka             | 9 août     |
| Athlétisme             | Lancer du javelot           | Compétition féminine  | Haruka Kitaguchi                                                                    | 65,80 m                          | 10 août    |

### Médaillés d’argent
| Sport              | Discipline / Épreuve | Discipline / Épreuve                          | Athlète(s) | Performance                    | Date       |
| ------------------ | -------------------- | --------------------------------------------- | --- | ------------------------------ | ---------- |
| Natation           | 400 mètres 4 nages   | Compétition masculine                         | Tomoyuki Matsushita | 4 min 08 s 62                  | 28 juillet |
| Skateboard         | Street               | Compétition féminine                          | Liz Akama | 265,95 points                  | 28 juillet |
| Skateboard         | Park                 | Compétition féminine                          | Kokona Hiraki | 92,63 points                   | 6 août     |
| Escrime            | Épée par équipe      | Compétition masculine                         | - Akira Komata - Koki Kano - Masaru Yamada - Kazuyasu Minobe | 25 - 26 contre Hongrie         | 2 août     |
| Judo               | Moins de 90 kg       | Compétition masculine                         | Sanshiro Murao | 1 - 10 contre Lasha Bekauri    | 31 juillet |
| Judo               | Équipe               | Compétition mixte (hommes et femmes mélangés) | - Uta Abe - Hifumi Abe - Haruka Funakubo - Soichi Hashimoto - Natsumi Tsunoda - Ryuju Nagayama - Saki Niizoe - Sanshiro Murao - Miku Takaichi - Takanori Nagase - Aaron Wolf - Rika Takayama - Akira Sone - Tatsuru Saito | 3 - 4 contre France            | 3 août     |
| Voile              | 470                  | Compétition mixte (hommes et femmes mélangés) | Keiju Okada Miho Yoshioka | 41 points                      | 7 août     |
| Escalade           | Combiné              | Compétition masculine                         | Sorato Anraku | 145,4 points                   | 9 août     |
| Plongeon           | Haut-vol à 10 m      | Compétition masculine                         | Rikuto Tamai | 507,65 points                  | 10 août    |
| Tennis de table    | Équipes              | Compétition féminine                          | - Hina Hayata - Miwa Harimoto - Miu Hirano | 0 - 3 contre Chine             | 10 août    |
| Lutte libre        | Moins de 74 kg       | Compétition masculine                         | Daichi Takatani | 0 - 5 contre Razambek Zhamalov | 10 août    |
| Pentathlon moderne | Concours             | Compétition masculine                         | Taishu Sato | 1 542 points                   | 11 août    |

### Médaillés de bronze
| Sport                  | Discipline / Épreuve        | Discipline / Épreuve                          | Athlète(s)                                                          | Performance                     | Date       |
| ---------------------- | --------------------------- | --------------------------------------------- | ------------------------------------------------------------------- | ------------------------------- | ---------- |
| Équitation             | Concours complet par équipe | Compétition mixte (hommes et femmes mélangés) | - Kazuma Tomoto - Yoshiaki Oiwa - Ryuzo Kitajima - Toshiyuki Tanaka | 115,8 points                    | 29 juillet |
| Judo                   | Moins de 60 kg              | Compétition masculine                         | Ryuju Nagayama                                                      | 10 - 00 contre Yıldız           | 27 juillet |
| Judo                   | Moins de 73 kg              | Compétition masculine                         | Soichi Hashimoto                                                    | 1 - 00 contre Akil Gjakova      | 29 juillet |
| Judo                   | Moins de 57 kg              | Compétition féminine                          | Haruka Funakubo                                                     | 10 - 00 contre Rafaela Silva    | 29 juillet |
| Escrime                | Fleuret par équipe          | Compétition féminine                          | - Sera Azuma - Yuka Ueno - Karin Miyawaki - Komaki Kikuchi          | 32 - 32 contre Canada           | 1er août   |
| Escrime                | Sabre par équipe            | Compétition féminine                          | - Risa Takashima - Seri Ozaki - Misaki Emura - Shihomi Fukushima    | 45 - 40 contre France           | 3 août     |
| Badminton              | Double                      | Compétition mixte (hommes et femmes mélangés) | Yuta Watanabe Arisa Higashino                                       | 2 - 1 contre Seo / Chae         | 2 août     |
| Badminton              | Double                      | Compétition féminine                          | Nami Matsuyama Chiharu Shida                                        | 2 - 0 contre Tan / Thinaah      | 3 août     |
| Tennis de table        | Simple                      | Compétition féminine                          | Hina Hayata                                                         | 4 - 2 contre Shin Yu-bin        | 3 août     |
| Golf                   | Tournoi                     | Compétition masculine                         | Hideki Matsuyama                                                    | 267 points                      | 4 août     |
| Gymnastique artistique | Barres parallèles           | Compétition masculine                         | Shinnosuke Oka                                                      | 15,300 points                   | 5 août     |
| Lutte libre            | Moins de 68 kg              | Compétition féminine                          | Nonoka Ozaki                                                        | 3 - 0 contre Blessing Oborududu | 6 août     |
| Lutte libre            | Moins de 50 kg              | Compétition féminine                          | Yui Sasaki                                                          | 10 - 0 contre Oksana Livach     | 7 août     |

## Résultats

### Athlétisme

#### Hommes
| Athlète(s) | Épreuve          | Premier tour (ou tour préliminaire) | Premier tour (ou tour préliminaire) | Repêchage (ou premier tour) | Repêchage (ou premier tour) | Demi-finale | Demi-finale | Finale          | Finale  |
| Athlète(s) | Épreuve          | Temps                               | Rang                                | Temps                       | Rang                        | Temps       | Rang        | Temps           | Rang    |
| --- | ---------------- | ----------------------------------- | ----------------------------------- | --------------------------- | --------------------------- | ----------- | ----------- | --------------- | ------- |
| Abdul Hakim Sani Brown                                                                                              | 100 m            | 10 s 02                             | 2e                                  | Non disputé                 | Non disputé                 | 9 s 96      | 4e          | Éliminé         | Éliminé |
| Akihiro Higashida                                                                                                   | 100 m            | 10 s 19                             | 5e                                  | Non disputé                 | Non disputé                 | Éliminé     | Éliminé     | Éliminé         | Éliminé |
| Ryuichiro Sakai | 100 m            | 10 s 17                             | 5e                                  | Non disputé                 | Non disputé                 | Éliminé     | Éliminé     | Éliminé         | Éliminé |
| Towa Uzawa | 200 m            | 20 s 33                             | 3e                                  | Non disputé                 | Non disputé                 | 20 s 54     | 6e          | Éliminé         | Éliminé |
| Shota Iizuka | 200 m            | 20 s 67                             | 5e                                  | 20 s 72                     | 4e                          | Éliminé     | Éliminé     | Éliminé         | Éliminé |
| Koki Ueyama | 200 m            | 20 s 84                             | 6e                                  | 20 s 92                     | 4e                          | Éliminé     | Éliminé     | Éliminé         | Éliminé |
| Fuga Sato | 400 m            | 46 s 13                             | 6e                                  | NPP                         | NPP                         | Éliminé     | Éliminé     | Éliminé         | Éliminé |
| Kentaro Sato | 400 m            | 45 s 60                             | 5e                                  | NPP                         | NPP                         | Éliminé     | Éliminé     | Éliminé         | Éliminé |
| Yuki Joseph Nakajima                                                                                                | 400 m            | 45 s 37                             | 6e                                  | NPP                         | NPP                         | Éliminé     | Éliminé     | Éliminé         | Éliminé |
| Tomoki Ota | 10 000 m         | Non disputé                         | Non disputé                         | Non disputé                 | Non disputé                 | Non disputé | Non disputé | 29 min 12 s 48  | 24e     |
| Jun Kasai | 10 000 m         | Non disputé                         | Non disputé                         | Non disputé                 | Non disputé                 | Non disputé | Non disputé | 27 min 53 s 18  | 20e     |
| Naoki Koyama | Marathon         | Non disputé                         | Non disputé                         | Non disputé                 | Non disputé                 | Non disputé | Non disputé | 2 h 10 min 33 s | 23e     |
| Akira Akasaki | Marathon         | Non disputé                         | Non disputé                         | Non disputé                 | Non disputé                 | Non disputé | Non disputé | 2 h 7 min 32 s  | 6e      |
| Suguru Osako | Marathon         | Non disputé                         | Non disputé                         | Non disputé                 | Non disputé                 | Non disputé | Non disputé | 2 h 9 min 25 s  | 13e     |
| Shunsuke Izumiya | 110 m haies      | 13 s 27                             | 3e                                  | Exempté                     | Exempté                     | 13 s 32     | 3e          | Éliminé         | Éliminé |
| Rachid Muratake | 110 m haies      | 13 s 22                             | 1er                                 | Exempté                     | Exempté                     | 13 s 26     | 4e          | 13 s 21         | 5e      |
| Shunya Takayama | 110 m haies      | 13 s 46                             | 4e                                  | 13 s 45                     | 3e                          | Éliminé     | Éliminé     | Éliminé         | Éliminé |
| Daiki Ogawa | 400 m haies      | 50 s 21                             | 6e                                  | 49 s 25                     | 5e                          | Éliminé     | Éliminé     | Éliminé         | Éliminé |
| Kaito Tsutsue | 400 m haies      | 50 s 50                             | 7e                                  | NPP                         | NPP                         | Éliminé     | Éliminé     | Éliminé         | Éliminé |
| Ken Toyoda | 400 m haies      | 53 s 62                             | 6e                                  | NPP                         | NPP                         | Éliminé     | Éliminé     | Éliminé         | Éliminé |
| Ryuji Miura | 3 000 m steeple  | 8 min 12 s 41                       | 4e                                  | Non disputé                 | Non disputé                 | Non disputé | Non disputé | 8 min 11 s 72   | 8e      |
| Ryoma Aoki | 3 000 m steeple  | 8 min 29 s 03                       | 8e                                  | Non disputé                 | Non disputé                 | Non disputé | Non disputé | Éliminé         | Éliminé |
| - Akihiro Higashida - Yoshihide Kiryu - Ryuichiro Sakai - Abdul Hakim Sani Brown - Shoma Yamamoto - Hiroki Yanagita | Relais 4 × 100 m | 38 s 06                             | 4e                                  | Non disputé                 | Non disputé                 | Non disputé | Non disputé | 37 s 78         | 5e      |
| - Kaito Kawabata - Yuki Joseph Nakajima - Yudai Nishi - Fuga Sato - Kentaro Sato - Takuho Yoshizu                   | Relais 4 × 400 m | 2 min 59 s 48                       | 4e                                  | Non disputé                 | Non disputé                 | Non disputé | Non disputé | 2 min 58 s 33   | 6e      |
| Ryo Hamanishi | 20 km marche     | Non disputé                         | Non disputé                         | Non disputé                 | Non disputé                 | Non disputé | Non disputé | 1 h 20 min 33 s | 18e     |
| Koki Ikeda | 20 km marche     | Non disputé                         | Non disputé                         | Non disputé                 | Non disputé                 | Non disputé | Non disputé | 1 h 19 min 41 s | 7e      |
| Yuta Koga | 20 km marche     | Non disputé                         | Non disputé                         | Non disputé                 | Non disputé                 | Non disputé | Non disputé | 1 h 19 min 50 s | 8e      |

| Athlète             | Épreuve           | Qualification | Qualification | Finale      | Finale  |
| Athlète             | Épreuve           | Performance   | Rang          | Performance | Rang    |
| ------------------- | ----------------- | ------------- | ------------- | ----------- | ------- |
| Ryoichi Akamatsu    | Saut en hauteur   | 2,27 m        | 5e            | 2,31 m      | 5e      |
| Tomohiro Shinno     | Saut en hauteur   | 2,20 m        | 23e           | Éliminé     | Éliminé |
| Yuki Hashioka       | Saut en longueur  | 7,81 m        | 17e           | Éliminé     | Éliminé |
| Roderick Genki Dean | Lancer du javelot | 82,48 m       | 13e           | Éliminé     | Éliminé |

#### Femmes
| Athlète(s)      | Épreuve      | Premier tour (ou tour préliminaire) | Premier tour (ou tour préliminaire) | Repêchage (ou premier tour) | Repêchage (ou premier tour) | Demi-finale   | Demi-finale | Finale          | Finale   |
| Athlète(s)      | Épreuve      | Temps                               | Rang                                | Temps                       | Rang                        | Temps         | Rang        | Temps           | Rang     |
| --------------- | ------------ | ----------------------------------- | ----------------------------------- | --------------------------- | --------------------------- | ------------- | ----------- | --------------- | -------- |
| Nozomi Tanaka   | 1 500 m      | 4 min 4 s 28                        | 11e                                 | Exemptée                    | Exemptée                    | 3 min 59 s 70 | 11e         | Éliminée        | Éliminée |
| Yume Goto       | 1 500 m      | 4 min 9 s 41                        | 13e                                 | 4 min 10 s 40               | 11e                         | Éliminée      | Éliminée    | Éliminée        | Éliminée |
| Nozomi Tanaka   | 5 000 m      | 15 min 0 s 62                       | 9e                                  | Non disputé                 | Non disputé                 | Non disputé   | Non disputé | Éliminée        | Éliminée |
| Yuma Yamamoto   | 5 000 m      | 15 min 43 s 67                      | 17e                                 | Non disputé                 | Non disputé                 | Non disputé   | Non disputé | Éliminée        | Éliminée |
| Wakana Kabasawa | 5 000 m      | 15 min 50 s 86                      | 19e                                 | Non disputé                 | Non disputé                 | Non disputé   | Non disputé | Éliminée        | Éliminée |
| Rino Goshima    | 10 000 m     | Non disputé                         | Non disputé                         | Non disputé                 | Non disputé                 | Non disputé   | Non disputé | 31 min 29 s 48  | 18e      |
| Haruka Kokai    | 10 000 m     | Non disputé                         | Non disputé                         | Non disputé                 | Non disputé                 | Non disputé   | Non disputé | 31 min 44 s 03  | 19e      |
| Yuka Takashima  | 10 000 m     | Non disputé                         | Non disputé                         | Non disputé                 | Non disputé                 | Non disputé   | Non disputé | 31 min 52 s 07  | 22e      |
| Mao Ichiyama    | Marathon     | Non disputé                         | Non disputé                         | Non disputé                 | Non disputé                 | Non disputé   | Non disputé | 2 h 34 min 13 s | 51e      |
| Yuka Suzuki     | Marathon     | Non disputé                         | Non disputé                         | Non disputé                 | Non disputé                 | Non disputé   | Non disputé | 2 h 24 min 2 s  | 6e       |
| Mako Fukube     | 100 m haies  | 12 s 85                             | 4e                                  | Non disputé                 | Non disputé                 | 12 s 89       | 5e          | Éliminée        | Éliminée |
| Yumi Tanaka     | 100 m haies  | 12 s 90                             | 5e                                  | 12 s 89                     | 2e                          | 12 s 91       | 7e          | Éliminée        | Éliminée |
| Nanako Fujii    | 20 km marche | Non disputé                         | Non disputé                         | Non disputé                 | Non disputé                 | Non disputé   | Non disputé | 1 h 34 min 26 s | 32e      |
| Kumiko Okada    | 20 km marche | Non disputé                         | Non disputé                         | Non disputé                 | Non disputé                 | Non disputé   | Non disputé | NPP             | NPP      |
| Ayane Yanai     | 20 km marche | Non disputé                         | Non disputé                         | Non disputé                 | Non disputé                 | Non disputé   | Non disputé | NPP             | NPP      |

| Athlète          | Épreuve           | Qualification | Qualification | Finale      | Finale                         |
| Athlète          | Épreuve           | Performance   | Rang          | Performance | Rang                           |
| ---------------- | ----------------- | ------------- | ------------- | ----------- | ------------------------------ |
| Sumire Hata      | Saut en longueur  | 6,31 m        | 26e           | Éliminée    | Éliminée                       |
| Mariko Morimoto  | Triple saut       | 13,40 m       | 28e           | Éliminée    | Éliminée                       |
| Haruka Kitaguchi | Lancer du javelot | 62,58 m       | 7e            | 65,80 m     | Médaille d'or, Jeux olympiques |
| Marina Saito     | Lancer du javelot | 59,42 m       | 21e           | Éliminée    | Éliminée                       |
| Momone Ueda      | Lancer du javelot | 61,08 m       | 12e           | 61,64 m     | 10e                            |

### Aviron
| Athlète(s)                    | Compétition                | Série         | Série | Repêchage    | Repêchage | Quart de finale | Quart de finale | Demi-finale   | Demi-finale | Finale        | Finale |
| Athlète(s)                    | Compétition                | Temps         | Rang  | Temps        | Rang      | Temps           | Rang            | Temps         | Rang        | Temps         | Rang   |
| ----------------------------- | -------------------------- | ------------- | ----- | ------------ | --------- | --------------- | --------------- | ------------- | ----------- | ------------- | ------ |
| Ryuta Arakawa                 | Skiff                      | 6 min 51 s 59 | 2e    | Exempté      | Exempté   | 6 min 54 s 17   | 3e              | 6 min 51 s 13 | 4e          | 6 min 47 s 02 | 9e     |
| Naoki Furuta Masayuki Miyaura | Deux de couple poids léger | 6 min 52 s 58 | 5e    | 7 min 4 s 48 | 5e        | Non disputé     | Non disputé     | Non disputé   | Non disputé | 6 min 30 s 93 | 14e    |

| Athlète(s)               | Compétition                | Série         | Série | Repêchage     | Repêchage | Quart de finale | Quart de finale | Demi-finale | Demi-finale | Finale        | Finale |
| Athlète(s)               | Compétition                | Temps         | Rang  | Temps         | Rang      | Temps           | Rang            | Temps       | Rang        | Temps         | Rang   |
| ------------------------ | -------------------------- | ------------- | ----- | ------------- | --------- | --------------- | --------------- | ----------- | ----------- | ------------- | ------ |
| Emi Hirouchi Ayami Oishi | Deux de couple poids léger | 7 min 39 s 17 | 5e    | 7 min 31 s 14 | 5e        | Non disputé     | Non disputé     | Non disputé | Non disputé | 7 min 14 s 00 | 15e    |

### Badminton
| Athlète(s)                     | Compétition   | Phase de groupes                     | Phase de groupes                           | Phase de groupes             | Phase de groupes                    | Phase de groupes | 8e de finale                      | Quarts de finale                                | Demi-finale                       | Finale / 3e place              | Finale / 3e place                   |
| Athlète(s)                     | Compétition   | Adversaire Résultat                  | Adversaire Résultat                        | Adversaire Résultat          | Adversaire Résultat                 | Rang             | Adversaire Résultat               | Adversaire Résultat                             | Adversaire Résultat               | Adversaire Résultat            | Rang                                |
| ------------------------------ | ------------- | ------------------------------------ | ------------------------------------------ | ---------------------------- | ----------------------------------- | ---------------- | --------------------------------- | ----------------------------------------------- | --------------------------------- | ------------------------------ | ----------------------------------- |
| Kenta Nishimoto                | Simple hommes | Panarin V (21-5, 21-11)              | Yang V (21-14, 21-18)                      | Non disputé                  | Non disputé                         | 1er du gr. D     | Vitidsarn D (21-16, 14-21, 12-21) | Éliminé                                         | Éliminé                           | Éliminé                        | 9e                                  |
| Kōdai Naraoka                  | Simple hommes | Coelho V (21-16, 21-9)               | Jeon V (21-10, 21-16)                      | Non disputé                  | Non disputé                         | 1er du gr. J     | Chou D (12-21, 16-21)             | Éliminé                                         | Éliminé                           | Éliminé                        | 9e                                  |
| Akane Yamaguchi                | Simple dames  | Thuzar V (21-12, 21-10)              | Li V (22-24, 21-17, 21-12)                 | Non disputé                  | Non disputé                         | 1re du gr. C     | Katethong V (21-6, 21-13)         | An D (21-15, 17-21, 18-21)                      | Éliminé                           | Éliminé                        | 8e                                  |
| Aya Ohori                      | Simple dames  | Arın V (21-9, 21-7)                  | Castillo V (21-12, 21-8)                   | Non disputé                  | Non disputé                         | 1re du gr. J     | Yeo V (11-21, 21-14, 24-22)       | Marín D (13-21, 14-21)                          | Éliminé                           | Éliminé                        | 7e                                  |
| Takuro Hoki Yugo Kobayashi     | Double hommes | Lee / Wang D (16-21, 10-21)          | Chiu / Yuan V (21-11, 21-12)               | Liu / Ou D (20-22, 18-21)    | Astrup / Rasmussen D (19-21, 20-22) | 4e du gr. D      | Non disputé                       | Éliminés                                        | Éliminés                          | Éliminés                       | 13e                                 |
| Mayu Matsumoto Wakana Nagahara | Double dames  | Rahayu / Ramadhanti V (24-22, 21-15) | Tan / Muralitharan D (21-18, 15-21, 16-21) | Chen / Jia D (16-21, 15-21)  | Non disputé                         | 3e du gr. A      | Non disputé                       | Éliminées                                       | Éliminées                         | Éliminées                      | 9e                                  |
| Nami Matsuyama Chiharu Shida   | Double dames  | Mapasa / Yu V (21-18, 21-14)         | Crasto / Ponnappa V (21-18, 21-14)         | Kim / Kong D (22-24, 24-26)  | Non disputé                         | 2e du gr. C      | Non disputé                       | Fruergaard / Thygesen V (21-7, 21-12)           | Liu / Tan D (16-21, 19-21)        | Tan / Thinaah V (21-11, 21-11) | Médaille de bronze, Jeux olympiques |
| Yuta Watanabe Arisa Higashino  | Double mixte  | Ye / Lee V (21-14, 21-13)            | Tang / Tse V (21-17, 14-21, 21-18)         | Christiansen / Bøje Forfaits | Non disputé                         | 1er du gr. C     | Non disputé                       | Puavaranukroh / Taerattanachai V (23-21, 21-14) | Zheng / Huang Y. D (14-21, 15-21) | Seo / Chae V (13-21, 20-22)    | Médaille de bronze, Jeux olympiques |

### Basket-ball
| Épreuve          | Phase de groupe     | Phase de groupe     | Phase de groupe     | Phase de groupe | Quart de finale     | Demi-finale         | Finale / MB         | Rang |
| Épreuve          | Adversaire Résultat | Adversaire Résultat | Adversaire Résultat | Rang            | Adversaire Résultat | Adversaire Résultat | Adversaire Résultat | Rang |
| ---------------- | ------------------- | ------------------- | ------------------- | --------------- | ------------------- | ------------------- | ------------------- | ---- |
| Tournoi masculin | Allemagne D 77 - 97 | France D 90 - 94    | Brésil D 84 - 102   | 4e              | Éliminés            | Éliminés            | Éliminés            | 11e  |

Équipe masculine de basketball :
- 2 -	Yuki Togashi  : PG
- 4 -	Akira Jacobs : SF
- 5 -	Yuki Kawamura : PG
- 6 -	Makoto Hiejima : SG
- 7 -	Kai Toews : PG
- 8 -	Rui Hachimura : PF
- 12 - Yuta Watanabe : F
- 18 - Yudai Baba : SG
- 24 - Josh Hawkinson	: F/C
- 30 - Keisei Tominaga : PG
- 34 - Hugh Watanabe : PF
- 91 - Hirotaka Yoshii : SF

| Épreuve         | Phase de groupe       | Phase de groupe     | Phase de groupe     | Phase de groupe | Quart de finale     | Demi-finale         | Finale / MB         | Rang |
| Épreuve         | Adversaire Résultat   | Adversaire Résultat | Adversaire Résultat | Rang            | Adversaire Résultat | Adversaire Résultat | Adversaire Résultat | Rang |
| --------------- | --------------------- | ------------------- | ------------------- | --------------- | ------------------- | ------------------- | ------------------- | ---- |
| Tournoi féminin | États-Unis D 76 - 102 | Allemagne D 64 - 75 | Belgique D 58 - 85  | 4e              | Éliminées           | Éliminées           | Éliminées           | 12e  |

Équipe féminine de basketball :
- 3 -	Stephanie Mawuli : PF
- 8 -	Maki Takada : C
- 12 - Asami Yoshida : PG
- 13 - Rui Machida : PG
- 15 - Nako Motohashi	: SG
- 23 - Mai Yamamoto : SG
- 27 - Saki Hayashi  : SF
- 30 - Evelyn Mawuli : PF
- 32 - Saori Miyazaki	: PG
- 52 - Yuki Miyazawa : PF
- 75 - Nanako Todo : SF
- 88 - Himawari Akaho : PF

### Boxe
| Athlète       | Catégorie              | 16e de finale       | 8e de finale        | Quart de finale     | Demi-finale         | Finale              | Rang |
| Athlète       | Catégorie              | Adversaire Résultat | Adversaire Résultat | Adversaire Résultat | Adversaire Résultat | Adversaire Résultat | Rang |
| ------------- | ---------------------- | ------------------- | ------------------- | ------------------- | ------------------- | ------------------- | ---- |
| Shudai Harada | Poids plumes (-57 kg)  | Exempté             | González V 5 - 0    | Ibáñez D 0 - 5      | Éliminé             | Éliminé             | 5e   |
| Sewon Okazawa | Poids welters (-71 kg) | Exempté             | Ishaish D 2 - 3     | Éliminé             | Éliminé             | Éliminé             | 9e   |

### Breakdance
| Athlète           | Surnom   | Catégorie | Phase préliminaire             | Phase préliminaire            | Phase préliminaire          | Quart de finale             | Demi-finale                       | Finale                      | Rang |
| Athlète           | Surnom   | Catégorie | Tour 1                         | Tour 2                        | Tour 3                      | Adversaire Résultat (Votes) | Adversaire Résultat (Votes)       | Adversaire Résultat (Votes) | Rang |
| Athlète           | Surnom   | Catégorie | Adversaire Résultat (Votes)    | Adversaire Résultat (Votes)   | Adversaire Résultat (Votes) | Adversaire Résultat (Votes) | Adversaire Résultat (Votes)       | Adversaire Résultat (Votes) | Rang |
| ----------------- | -------- | --------- | ------------------------------ | ----------------------------- | --------------------------- | --------------------------- | --------------------------------- | --------------------------- | ---- |
| Shigeyuki Nakarai | Shigekix | B-Boys    | Victor Victoire 1(12) - 1(6)   | Hiro10 Victoire 2(17) - 0(1)  | Lithe-ing Nul 1(9) - 1(9)   | Menno Victoire 3(22) - 0(5) | Phil Wizard Défaite 0(10) - 3(17) | Victor Défaite 0(7) - 3(20) | 4e   |
| Hiroto Ono        | Hiro10   | B-Boys    | Lithe-ing Défaite 0(3) - 2(15) | Shigekix Défaite 0(1) - 2(17) | Victor Défaite 0(4) - 2(14) | Éliminé                     | Éliminé                           | Éliminé                     | 14e  |

| Athlète         | Surnom | Catégorie | Phase préliminaire            | Phase préliminaire              | Phase préliminaire            | Quart de finale             | Demi-finale                  | Finale                       | Rang                           |
| Athlète         | Surnom | Catégorie | Tour 1                        | Tour 2                          | Tour 3                        | Adversaire Résultat (Votes) | Adversaire Résultat (Votes)  | Adversaire Résultat (Votes)  | Rang                           |
| Athlète         | Surnom | Catégorie | Adversaire Résultat (Votes)   | Adversaire Résultat (Votes)     | Adversaire Résultat (Votes)   | Adversaire Résultat (Votes) | Adversaire Résultat (Votes)  | Adversaire Résultat (Votes)  | Rang                           |
| --------------- | ------ | --------- | ----------------------------- | ------------------------------- | ----------------------------- | --------------------------- | ---------------------------- | ---------------------------- | ------------------------------ |
| Ami Yuasa       | Ami    | B-Girls   | Anti Victoire 2(17) - 0(1)    | Elmanouny Victoire 2(18) - 0(0) | Yingzi Victoire 2(17) - 0(1)  | Sissy Victoire 3(25) - 0(2) | India Victoire 2(17) - 1(10) | Nicka Victoire 3(16) - 0(11) | Médaille d'or, Jeux olympiques |
| Ayumi Fukushima | Ayumi  | B-Girls   | Stefani Victoire 1(10) - 1(8) | Kate Défaite 1(6) - 1(12)       | Carlota Victoire 2(15) - 0(3) | India Défaite 1(10) - 2(17) | Éliminée                     | Éliminée                     | 5e                             |

### Canoë-kayak

#### Slalom
| Athlète        | Compétition | Éliminatoires | Éliminatoires | Éliminatoires | Éliminatoires | Éliminatoires  | Éliminatoires | Demi-finales | Demi-finales | Finale   | Finale   |
| Athlète        | Compétition | Manche 1      | Manche 1      | Manche 2      | Manche 2      | Meilleur temps | Rang          | Demi-finales | Demi-finales | Finale   | Finale   |
| Athlète        | Compétition | Temps         | Rang          | Temps         | Rang          | Meilleur temps | Rang          | Temps        | Rang         | Temps    | Rang     |
| -------------- | ----------- | ------------- | ------------- | ------------- | ------------- | -------------- | ------------- | ------------ | ------------ | -------- | -------- |
| Takuya Haneda  | C1 hommes   | 96 s 82       | 11e           | 99 s 59       | 11e           | 96 s 82        | 13e           | 103 s 11     | 13e          | Éliminé  | Éliminé  |
| Yuuki Tanaka   | K1 hommes   | 103 s 21      | 21e           | 91 s 78       | 14e           | 91 s 78        | 20e           | 101 s 90     | 14e          | Éliminé  | Éliminé  |
| Haruka Okazaki | C1 femmes   | 122 s 50      | 20e           | 130 s 42      | 18e           | 122 s 5        | 20e           | Éliminée     | Éliminée     | Éliminée | Éliminée |
| Aki Yazawa     | K1 femmes   | 106 s 01      | 20e           | 107 s 16      | 22e           | 106 s 01       | 21e           | 110 s 50     | 17e          | Éliminée | Éliminée |

| Athlète        | Compétition | Contre-la-montre | Contre-la-montre | 1er tour | Repêchage | Séries   | Quarts de finale | Demi- finales | Finale   | Classement final |
| Athlète        | Compétition | Temps            | Rang             | Rang     | Rang      | Rang     | Rang             | Rang          | Rang     | Classement final |
| -------------- | ----------- | ---------------- | ---------------- | -------- | --------- | -------- | ---------------- | ------------- | -------- | ---------------- |
| Yuuki Tanaka   | KX1 hommes  | 81 s 35          | 34e              | 2e       | Exempté   | 3e       | Éliminé          | Éliminé       | Éliminé  | 20e              |
| Haruka Okazaki | KX1 femmes  | 84 s 16          | 36e              | 4e       | 3e        | Éliminée | Éliminée         | Éliminée      | Éliminée | 37e              |
| Aki Yazawa     | KX1 femmes  | 79 s 96          | 31e              | 3e       | 3e        | Éliminée | Éliminée         | Éliminée      | Éliminée | 36e              |

### Cyclisme

#### BMX
| Athlète      | Compétition | Tour de classement | Tour de classement | Tour de classement | Tour de classement | Finale   | Finale   | Finale  | Finale |
| Athlète      | Compétition | Manche 1           | Manche 2           | Moyenne            | Rang               | Manche 1 | Manche 2 | Moyenne | Rang   |
| ------------ | ----------- | ------------------ | ------------------ | ------------------ | ------------------ | -------- | -------- | ------- | ------ |
| Rim Nakamura | Hommes      | 87,20              | 86,87              | 87,03              | 6e                 | 90,35    | 90,89    | 90,89   | 5e     |

| Athlète        | Compétition | Quarts de finale | Quarts de finale | Quarts de finale | Quarts de finale | Quarts de finale | Repêchage | Repêchage | Demi-finales | Demi-finales | Demi-finales | Demi-finales | Demi-finales | Finale   | Finale   |
| Athlète        | Compétition | Manche 1         | Manche 2         | Manche 3         | Résultat         | Rang             | Temps     | Rang      | Manche 1     | Manche 2     | Manche 3     | Résultat     | Rang         | Temps    | Rang     |
| -------------- | ----------- | ---------------- | ---------------- | ---------------- | ---------------- | ---------------- | --------- | --------- | ------------ | ------------ | ------------ | ------------ | ------------ | -------- | -------- |
| Sae Hatakeyama | Femmes      | NPT 8e           | 37 s 953 7e      | 36 s 720 5e      | 20               | 20e              | 37 s 068  | 2e        | 37 s 600 7e  | 38 s 154 8e  | 37 s 207 7e  | 22           | 8e           | Éliminée | Éliminée |

#### Piste
| Athlète(s)                                                    | Compétition                 | Qualification        | Qualification | 32e de finale                   | Repêchage 1                        | 16e de finale                   | Repêchage 2                     | 8e de finale                    | Repêchage 3                         | Quarts de finale                                   | Demi-finale                     | Finale Match de classement      | Finale Match de classement |
| Athlète(s)                                                    | Compétition                 | Temps Vitesse (km/h) | Rang          | Adversaire Temps Vitesse (km/h) | Adversaire Temps Vitesse (km/h)    | Adversaire Temps Vitesse (km/h) | Adversaire Temps Vitesse (km/h) | Adversaire Temps Vitesse (km/h) | Adversaire Temps Vitesse (km/h)     | Adversaire Temps Vitesse (km/h)                    | Adversaire Temps Vitesse (km/h) | Adversaire Temps Vitesse (km/h) | Rang                       |
| ------------------------------------------------------------- | --------------------------- | -------------------- | ------------- | ------------------------------- | ---------------------------------- | ------------------------------- | ------------------------------- | ------------------------------- | ----------------------------------- | -------------------------------------------------- | ------------------------------- | ------------------------------- | -------------------------- |
| Kaiya Ota                                                     | Vitesse individuelle hommes | 9 s 350 (77,005)     | 8e            | Vigier V 9 s 946 (72,391)       | Exempté                            | Paul D 10 s 173 (72,369)        | Helal V 10 s 076 (71,457)       | Hoffman V 9 s 774 (73,665)      | Exempté                             | Carlin V 9 s 839 (73,178) D 9 s 972 (72,304)       | Éliminé                         | Éliminé                         | 7e                         |
| Yuta Obara                                                    | Vitesse individuelle hommes | 9 s 483 (75,925)     | 16e           | Paul D 9 s 917 (72,823)         | Dörnbach Vigier V 9 s 829 (73,253) | Hoffman D 10 s 074 (73,327)     | Ortega V 9 s 835 (73,208)       | Lavreysen D 10 s 009 (73,134)   | Hoffman Paul V 10 s 043 (71,692)    | Richardson D 10 s 358 (73,499) D 10 s 613 (71,928) | Éliminé                         | Éliminé                         | 6e                         |
| - Kaiya Ota - Shinji Nakano - Yuta Obara - Yoshitaku Nagasako | Vitesse par équipes hommes  | 42 s 174 (64,020)    | 4e            | France 42 s 569 (63,426)        | Non disputé                        | Non disputé                     | Non disputé                     | Non disputé                     | Non disputé                         | Non disputé                                        | Non disputé                     | Allemagne 42 s 078 (64,167)     | 5e                         |
| Mina Sato                                                     | Vitesse individuelle femmes | 10 s 257 (70,196)    | 7e            | Kouamé V 11 s 023 (65,318)      | Exemptée                           | Mitchell V 10 s 816 (66,568)    | Exemptée                        | Hinze D 10 s 870 (66,433)       | Mitchell Clonan D 10 s 724 (67,841) | Éliminée                                           | Éliminée                        | Éliminée                        | 10e                        |
| Riyu Ohta                                                     | Vitesse individuelle femmes | 10 s 659 (67,549)    | 20e           | Gros D 11 s 202 (65,449)        | Genest Asri D 11 s 312 (65,538)    | Éliminée                        | Éliminée                        | Éliminée                        | Éliminée                            | Éliminée                                           | Éliminée                        | Éliminée                        | 20e                        |

| Athlète                                                       | Compétition | Qualification  | Qualification | Premier tour        | Premier tour | Finale / Classement | Finale / Classement |
| Athlète                                                       | Compétition | Temps          | Rang          | Adversaire Résultat | Rang         | Adversaire Résultat | Rang                |
| ------------------------------------------------------------- | ----------- | -------------- | ------------- | ------------------- | ------------ | ------------------- | ------------------- |
| - Shunsuke Imamura - Eiya Hashimoto - Kazushige Kuboki        | Hommes      | 3 min 53 s 489 | 10e           | Éliminés            | Éliminés     | Éliminés            | Éliminés            |
| - Maho Kakita - Mizuki Ikeda - Tsuyaka Uchino - Yumi Kajihara | Femmes      | 4 min 13 s 818 | 10e           | Éliminées           | Éliminées    | Éliminées           | Éliminées           |

| Athlète       | Compétition | 1er tour | Repêchage | Quarts de finale | Demi-finale | Finale (1-6) ou classement (7-12) |
| Athlète       | Compétition | Rang     | Rang      | Rang             | Rang        | Rang                              |
| ------------- | ----------- | -------- | --------- | ---------------- | ----------- | --------------------------------- |
| Kaiya Ota     | Hommes      | 3e       | 1er       | 4e               | DSQ         | Éliminé                           |
| Shinji Nakano | Hommes      | 2e       | Exempté   | 4e               | 3e          | NPT                               |
| Mina Sato     | Femmes      | 2e       | Exemptée  | 5e               | Éliminée    | Éliminée                          |
| Riyu Ohta     | Femmes      | 5e       | 1er       | 4e               | 6e          | 9e                                |

| Athlète          | Compétition | Scratch | Scratch | Course tempo | Course tempo | Élimination | Élimination | Course aux points | Course aux points | Total  | Total |
| Athlète          | Compétition | Points  | Rang    | Points       | Rang         | Points      | Rang        | Points            | Rang              | Points | Rang  |
| ---------------- | ----------- | ------- | ------- | ------------ | ------------ | ----------- | ----------- | ----------------- | ----------------- | ------ | ----- |
| Kazushige Kuboki | Hommes      | 32      | 5e      | 12           | 15e          | 22          | 10e         | 47                | 5e                | 113    | 6e    |
| Yumi Kajihara    | Femmes      | 10      | 16e     | 8            | 17e          | 1           | 21e         | 25                | 5e                | 44     | 16e   |

| Athlètes                                               | Épreuve | Points | Tours | Classement |
| ------------------------------------------------------ | ------- | ------ | ----- | ---------- |
| - Shunsuke Imamura - Eiya Hashimoto - Kazushige Kuboki | Hommes  | 32     | 20    | 5e         |
| Maho Kakita Tsuyaka Uchino                             | Femmes  | 1      | --    | 12e        |

#### Route
| Athlète         | Compétition     | Temps         | Rang |
| --------------- | --------------- | ------------- | ---- |
| Yukiya Arashiro | Course en ligne | 6 min 28 s 31 | 56e  |

| Athlète      | Compétition     | Temps        | Rang |
| ------------ | --------------- | ------------ | ---- |
| Eri Yonamine | Course en ligne | 4 min 4 s 23 | 26e  |

#### VTT
| Athlète         | Compétition | Temps | Rang |
| --------------- | ----------- | ----- | ---- |
| Urara Kawaguchi | Femmes      | NPT   | 32e  |

### Équitation
| Athlète                                                 | Cheval                                       | Compétition | Qualification | Qualification | Qualification | Qualification | Qualification | Finale    | Finale    | Finale    | Finale   | Finale   |
| Athlète                                                 | Cheval                                       | Compétition | Pénalités     | Pénalités     | Pénalités     | Temps         | Rang          | Pénalités | Pénalités | Pénalités | Temps    | Rang     |
| Athlète                                                 | Cheval                                       | Compétition | Saut          | Temps         | Total         | Temps         | Rang          | Saut      | Temps     | Total     | Temps    | Rang     |
| ------------------------------------------------------- | -------------------------------------------- | ----------- | ------------- | ------------- | ------------- | ------------- | ------------- | --------- | --------- | --------- | -------- | -------- |
| Takashi Haase Shibayama                                 | Karamell M&M                                 | Individuel  | 0             | 0             | 0             | 78 s 97       | 20e           | ABN       | ABN       | ABN       | ABN      | ABN      |
| Eiken Sato                                              | Conthargo Blue                               | Individuel  | ABN           | ABN           | ABN           | ABN           | ABN           | ABN       | ABN       | ABN       | ABN      | ABN      |
| Taizo Sugitani                                          | Quincy 194                                   | Individuel  | 8             | 1             | 9             | 79 s 57       | 54e           | Éliminé   | Éliminé   | Éliminé   | Éliminé  | Éliminé  |
| - Takashi Haase Shibayama - Eiken Sato - Taizo Sugitani | - Karamell M&M - Conthargo Blue - Quincy 194 | Équipe      | 12 16 20      | 0 3           | 20 12 19      | 235 s 26      | 16e           | Éliminés  | Éliminés  | Éliminés  | Éliminés | Éliminés |

| Athlète                                                             | Cheval                                                                       | Compétition | Dressage  | Dressage | Cross-country | Cross-country | Cross-country | Saut d'obstacles | Saut d'obstacles | Saut d'obstacles | Saut d'obstacles | Saut d'obstacles | Saut d'obstacles | Total     | Total                               |
| Athlète                                                             | Cheval                                                                       | Compétition | Dressage  | Dressage | Cross-country | Cross-country | Cross-country | Qualification    | Qualification    | Qualification    | Finale           | Finale           | Finale           | Total     | Total                               |
| Athlète                                                             | Cheval                                                                       | Compétition | Pénalités | Rang     | Pénalités     | Total         | Rang          | Pénalités        | Total            | Rang             | Pénalités        | Total            | Rang             | Pénalités | Rang                                |
| ------------------------------------------------------------------- | ---------------------------------------------------------------------------- | ----------- | --------- | -------- | ------------- | ------------- | ------------- | ---------------- | ---------------- | ---------------- | ---------------- | ---------------- | ---------------- | --------- | ----------------------------------- |
| Yoshiaki Oiwa                                                       | MGH Grafton Street                                                           | Individuel  | 25.50     | 8e       | 0.00          | 25.50         | 5e            | 0.40             | 25.90            | 5e               | 4.40             | 30.30            | 7e               | 30.30     | 7e                                  |
| Kazuma Tomoto                                                       | Vinci de la Vigne JRA                                                        | Individuel  | 27.40     | 18e      | 0.00          | 27.40         | 8e            | 0.00             | 27.40            | 7e               | 0.00             | 27.40            | 5e               | 27.40     | 5e                                  |
| Ryuzo Kitajima                                                      | Cekatinka JRA                                                                | Individuel  | 34.50     | 37e      | 6.40          | 34.50         | 28e           | ABN              | ABN              | ABN              | ABN              | ABN              | ABN              | ABN       | ABN                                 |
| - Yoshiaki Oiwa - Kazuma Tomoto - Ryuzo Kitajima - Toshiyuki Tanaka | - MGH Grafton Street - Vinci de la Vigne JRA - Cekatinka JRA - Jefferson JRA | Équipe      | 87.40     | 5e       | 6.40          | 93.80         | 3e            | 2.00             | 115.80           | 3e               | Non disputé      | Non disputé      | Non disputé      | 115.80    | Médaille de bronze, Jeux olympiques |

### Escalade
| Athlète        | Compétition | Demi-finale | Demi-finale | Demi-finale | Demi-finale | Demi-finale | Demi-finale             | Demi-finale     | Finale   | Finale   | Finale   | Finale   | Finale   | Finale                  | Finale          | Rang                               |
| Athlète        | Compétition | Bloc        | Bloc        | Bloc        | Bloc        | Bloc        | Points de la difficulté | Total de points | Bloc     | Bloc     | Bloc     | Bloc     | Bloc     | Points de la difficulté | Total de points | Rang                               |
| Athlète        | Compétition | Passages    | Passages    | Passages    | Passages    | Points      | Points de la difficulté | Total de points | Passages | Passages | Passages | Passages | Points   | Points de la difficulté | Total de points | Rang                               |
| Athlète        | Compétition | 1er         | 2e          | 3e          | 4e          | Points      | Points de la difficulté | Total de points | 1er      | 2e       | 3e       | 4e       | Points   | Points de la difficulté | Total de points | Rang                               |
| -------------- | ----------- | ----------- | ----------- | ----------- | ----------- | ----------- | ----------------------- | --------------- | -------- | -------- | -------- | -------- | -------- | ----------------------- | --------------- | ---------------------------------- |
| Tomoa Narasaki | Hommes      | 9,8         | 10,0        | 9,8         | 24,8        | 54,4        | 12,1                    | 66,5            | Éliminé  | Éliminé  | Éliminé  | Éliminé  | Éliminé  | Éliminé                 | Éliminé         | 10e                                |
| Sorato Anraku  | Hommes      | 24,9        | 25,0        | 9,5         | 9,6         | 69,0        | 68,0                    | 137,0           | 25,0     | 24,6     | 9,9      | 9,8      | 69,3     | 76,1                    | 145,4           | Médaille d'argent, Jeux olympiques |
| Ai Mori        | Femmes      | 0,0         | 24,6        | 4,7         | 24,7        | 54,0        | 96,1                    | 150,1           | 0,0      | 9,7      | 24,8     | 4,5      | 39,0     | 96,1                    | 135,1           | 4e                                 |
| Miho Nonaka    | Femmes      | 24,8        | 24,6        | 10,0        | 5,0         | 64,4        | 51,1                    | 115,5           | Éliminée | Éliminée | Éliminée | Éliminée | Éliminée | Éliminée                | Éliminée        | 9e                                 |

### Escrime
| Athlète(s)                                                            | Compétition        | 32e de finale       | 16e de finale       | 8e de finale        | Quarts de finale    | Demi-finale         | Finale              | Rang                               |
| Athlète(s)                                                            | Compétition        | Adversaire Résultat | Adversaire Résultat | Adversaire Résultat | Adversaire Résultat | Adversaire Résultat | Adversaire Résultat | Rang                               |
| --------------------------------------------------------------------- | ------------------ | ------------------- | ------------------- | ------------------- | ------------------- | ------------------- | ------------------- | ---------------------------------- |
| Kōki Kanō                                                             | Épée individuelle  | Exempté             | Kim V 14-12         | Wang V 15-4         | Kurbanov V 15-6     | Andrásfi V 14-13    | Borel V 15-9        | Médaille d'or, Jeux olympiques     |
| Kazuyasu Minobe                                                       | Épée individuelle  | Exempté             | Yassine V 14-8      | Borel D 11-15       | Éliminé             | Éliminé             | Éliminé             | 12e                                |
| Masaru Yamada                                                         | Épée individuelle  | Exempté             | Ho V 15-9           | Di Veroli V 15-11   | Borel D 11-12       | Éliminé             | Éliminé             | 7e                                 |
| - Kōki Kanō - Kazuyasu Minobe - Masaru Yamada - Akira Komata          | Épée par équipe    | Non disputé         | Non disputé         | Non disputé         | Venezuela V 39-33   | Tchéquie V 45-37    | Hongrie D 26-25     | Médaille d'argent, Jeux olympiques |
| Kazuki Iimura                                                         | Fleuret individuel | Exempté             | Abouelkassem V 15-8 | Massialas V 15-8    | Pauty V 15-14       | Cheung D 11-15      | Itkin D 12-15       | 4e                                 |
| Takahiro Shikine                                                      | Fleuret individuel | Exempté             | Pauty D 9-15        | Éliminé             | Éliminé             | Éliminé             | Éliminé             | 18e                                |
| Kyōsuke Matsuyama                                                     | Fleuret individuel | Exempté             | Mertine V 15-6      | Macchi D 11-15      | Éliminé             | Éliminé             | Éliminé             | 10e                                |
| - Takahiro Shikine - Kazuki Iimura - Kyōsuke Matsuyama - Yudai Nagano | Fleuret par équipe | Non disputé         | Non disputé         | Non disputé         | Canada V 45-26      | France V 45-37      | Italie V 45-36      | Médaille d'or, Jeux olympiques     |
| Kento Yoshida                                                         | Sabre individuel   | Exempté             | Pakdaman D 11-15    | Éliminé             | Éliminé             | Éliminé             | Éliminé             | 23e                                |

| Athlète(s)                                                       | Compétition        | 32e de finale       | 16e de finale       | 8e de finale        | Quarts de finale    | Demi-finale         | Finale              | Rang                                |
| Athlète(s)                                                       | Compétition        | Adversaire Résultat | Adversaire Résultat | Adversaire Résultat | Adversaire Résultat | Adversaire Résultat | Adversaire Résultat | Rang                                |
| ---------------------------------------------------------------- | ------------------ | ------------------- | ------------------- | ------------------- | ------------------- | ------------------- | ------------------- | ----------------------------------- |
| Miho Yoshimura                                                   | Épée individuelle  | Tufaha V 15-7       | Sun V 15-13         | Kharkova D 10-15    | Éliminée            | Éliminée            | Éliminée            | 16e                                 |
| Karin Miyawaki                                                   | Fleuret individuel | Exemptée            | Lacheray D 10-15    | Éliminée            | Éliminée            | Éliminée            | Éliminée            | 22e                                 |
| Sera Azuma                                                       | Fleuret individuel | Exemptée            | Chan D 14-15        | Éliminée            | Éliminée            | Éliminée            | Éliminée            | 19e                                 |
| Yūka Ueno                                                        | Fleuret individuel | Exemptée            | Călugăreanu D 13-15 | Éliminée            | Éliminée            | Éliminée            | Éliminée            | 20e                                 |
| - Sera Azuma - Karin Miyawaki - Yūka Ueno - Komaki Kikuchi       | Fleuret par équipe | Non disputé         | Non disputé         | Non disputé         | Pologne V 45-30     | Italie D 39-45      | Canada V 33-32      | Médaille de bronze, Jeux olympiques |
| Misaki Emura                                                     | Sabre individuel   | Exemptée            | Kravatska V 15-14   | Choi D 7-15         | Éliminée            | Éliminée            | Éliminée            | 9e                                  |
| Risa Takashima                                                   | Sabre individuel   | Exemptée            | Ilieva D 10-15      | Éliminée            | Éliminée            | Éliminée            | Éliminée            | 27e                                 |
| Shihomi Fukushima                                                | Sabre individuel   | Exemptée            | Kharlan D 9-15      | Éliminée            | Éliminée            | Éliminée            | Éliminée            | 29e                                 |
| - Misaki Emura - Shihomi Fukushima - Risa Takashima - Seri Ozaki | Sabre par équipe   | Non disputé         | Non disputé         | Non disputé         | Hongrie V 45-37     | Ukraine D 32-45     | France V 45-40      | Médaille de bronze, Jeux olympiques |

### Football
| Épreuve          | Premier tour        | Premier tour        | Premier tour        | Premier tour | Quart de finale     | Demi-finale         | Finale / MB         | Rang |
| Épreuve          | Adversaire Résultat | Adversaire Résultat | Adversaire Résultat | Rang         | Adversaire Résultat | Adversaire Résultat | Adversaire Résultat | Rang |
| ---------------- | ------------------- | ------------------- | ------------------- | ------------ | ------------------- | ------------------- | ------------------- | ---- |
| Tournoi masculin | Paraguay V 5-0      | Mali V 1-0          | Israël V 1-0        | 1er du gr. D | Espagne D 0-3       | Éliminés            | Éliminés            | 5e   |

Équipe masculine de football :
- 1 - Leobrian Kokubo : Gardien de but
- 2	- Kaito Suzuki : Défenseur
- 3 - Ryuya Nishio : Défenseur
- 4 - Hiroki Sekine : Défenseur
- 5 - Seiji Kimura : Défenseur
- 6 - Sota Kawasaki : Milieu de terrain
- 7 - Rihito Yamamoto : Milieu de terrain
- 8 - Joel Chima Fujita : Milieu de terrain
- 9 - Shota Fujio : Attaquant
- 10 - Koki Saito : Attaquant
- 11 - Mao Hosoya : Attaquant
- 12 -	Taishi Nozawa : Gardien de but
- 13 -	Ryōtarō Araki : Milieu de terrain
- 14 -	Shunsuke Mito : Milieu de terrain
- 15 -	Kota Takai : Défenseur
- 16 -	Ayumu Ōhata : Défenseur
- 17 - Yu Hirakawa : Attaquant
- 18 -	Kein Sato : Attaquant
- 19 -	Asahi Uenaka : Attaquant
- 20 -	Fuki Yamada : Milieu de terrain
- 21 - Takashi Uchino : Défenseur

| Épreuve         | Premier tour        | Premier tour        | Premier tour        | Premier tour | Quart de finale     | Demi-finale         | Finale / MB         | Rang |
| Épreuve         | Adversaire Résultat | Adversaire Résultat | Adversaire Résultat | Rang         | Adversaire Résultat | Adversaire Résultat | Adversaire Résultat | Rang |
| --------------- | ------------------- | ------------------- | ------------------- | ------------ | ------------------- | ------------------- | ------------------- | ---- |
| Tournoi féminin | Espagne D 1-2       | Brésil V 2-1        | Nigeria V 3-1       | 3e du gr. C  | États-Unis D 0-1    | Éliminées           | Éliminées           | 5e   |

Équipe féminine de football :
- 1	- Ayaka Yamashita : Gardien de but
- 2	- Risa Shimizu : Défenseur
- 3 - Moeka Minami : Défenseur
- 4 - Saki Kumagai : Défenseur
- 5	-  Hana Takahashi : Défenseur
- 6 - Toko Koga : Défenseur
- 7  - Hinata Miyazawa : Milieu de terrain
- 8 - Kiko Seike : Milieu de terrain
- 9  - Riko Ueki : Attaquant
- 10 - Fuka Nagano : Milieu de terrain
- 11 - Mina Tanaka : Attaquant
- 12 - Momoko Tanikawa : Milieu de terrain
- 14 - Yui Hasegawa : Milieu de terrain
- 15 - Aoba Fujino : Milieu de terrain
- 17 - Maika Hamano : Attaquant
- 18 - Chika Hirao : Gardien de but
- 19 -	Remina Chiba : Attaquant
- 20 -	Miyabi Moriya : Défenseur
- 21 - Rion Ishikawa : Défenseur
- 22 - Shu Ohba : Gardien de but

### Golf
| Athlète          | Épreuve | 1er tour | 2e tour | 3e tour | 4e tour | Total | Total | Total                               |
| Athlète          | Épreuve | Points   | Points  | Points  | Points  | Total | Par   | Rang                                |
| ---------------- | ------- | -------- | ------- | ------- | ------- | ----- | ----- | ----------------------------------- |
| Hideki Matsuyama | Hommes  | 63       | 68      | 71      | 65      | 267   | -17   | Médaille de bronze, Jeux olympiques |
| Keita Nakajima   | Hommes  | 70       | 70      | 73      | 74      | 287   | +3    | T49                                 |
| Miyū Yamashita   | Femmes  | 71       | 70      | 68      | 73      | 282   | -6    | T4                                  |
| Yuka Saso        | Femmes  | 77       | 74      | 72      | 82      | 305   | +17   | 54                                  |

### Gymnastique

#### Gymnastique artistique
| Athlète         | Qualifications | Qualifications | Qualifications | Qualifications | Qualifications    | Qualifications | Qualifications | Qualifications | Finale | Finale         | Finale  | Finale | Finale            | Finale     | Finale  | Finale                         |
| Athlète         | Agrès          | Agrès          | Agrès          | Agrès          | Agrès             | Agrès          | Total          | Rang           | Agrès  | Agrès          | Agrès   | Agrès  | Agrès             | Agrès      | Total   | Rang                           |
| Athlète         | Sol            | Cheval d'arçon | Anneaux        | Saut           | Barres parallèles | Barre fixe     | Total          | Rang           | Sol    | Cheval d'arçon | Anneaux | Saut   | Barres parallèles | Barre fixe | Total   | Rang                           |
| --------------- | -------------- | -------------- | -------------- | -------------- | ----------------- | -------------- | -------------- | -------------- | ------ | -------------- | ------- | ------ | ----------------- | ---------- | ------- | ------------------------------ |
| Daiki Hashimoto | 13,733         | 14,466         | 13,733         | 14,566         | 14,833            | 13,733         | 85,064         | 3e             | 14,633 | 13,1000        | -       | 14,900 | -                 | 14,566     | -       | -                              |
| Kazuma Kaya     | 14,100         | 14,266         | 14,066         | -              | 14,933            | 13,966         | -              | -              | 14,000 | 14,366         | 14,000  | -      | 14,733            | -          | -       | -                              |
| Shinnosuke Oka  | 14,333         | 14,466         | 14,000         | 14,233         | 15,300            | 14,533         | 86,865         | 2e             | 14,633 | -              | 14,133  | -      | 14,866            | 14,433     | -       | -                              |
| Takaaki Sugino  | -              | 15,033         | -              | 14,600         | -                 | 14,733         | -              | -              | -      | 14,866         | -       | 14,700 | -                 | 14,566     | -       | -                              |
| Wataru Tanigawa | 13,433         | -              | 14,466         | 14,300         | 15,000            | -              | -              | -              | -      | -              | 14,500  | 13,833 | 14,766            | -          | -       | -                              |
| Total           | 42,166         | 43,965         | 42,532         | 43,466         | 45,233            | 43,232         | 260,594        | 2e             | 43,266 | 42,332         | 42,633  | 43,433 | 44,365            | 43,565     | 259,594 | Médaille d'or, Jeux olympiques |

| Athlète         | Compétition       | Qualifications | Qualifications | Qualifications | Qualifications | Qualifications    | Qualifications | Qualifications | Qualifications | Finale | Finale         | Finale  | Finale | Finale            | Finale     | Finale | Finale                              |
| Athlète         | Compétition       | Agrès          | Agrès          | Agrès          | Agrès          | Agrès             | Agrès          | Total          | Rang           | Agrès  | Agrès          | Agrès   | Agrès  | Agrès             | Agrès      | Total  | Rang                                |
| Athlète         | Compétition       | Sol            | Cheval d'arçon | Anneaux        | Saut           | Barres parallèles | Barre fixe     | Total          | Rang           | Sol    | Cheval d'arçon | Anneaux | Saut   | Barres parallèles | Barre fixe | Total  | Rang                                |
| --------------- | ----------------- | -------------- | -------------- | -------------- | -------------- | ----------------- | -------------- | -------------- | -------------- | ------ | -------------- | ------- | ------ | ----------------- | ---------- | ------ | ----------------------------------- |
| Daiki Hashimoto | Concours général  | 13,733         | 14,466         | 13,733         | 14,566         | 14,833            | 13,733         | 85,064         | 3e             | 14,633 | 12,966         | 13,400  | 14,766 | 14,433            | 14,400     | 84,598 | 6e                                  |
| Shinnosuke Oka  | Concours général  | 14,333         | 14,466         | 14,000         | 14,233         | 15,300            | 14,533         | 86,865         | 2e             | 14,566 | 14,500         | 13,866  | 14,300 | 15,100            | 14,500     | 86,832 | Médaille d'or, Jeux olympiques      |
| Taaki Sugino    | Cheval d'arçons   | -              | 15,033         | -              | -              | -                 | -              | -              | 4e             | -      | 14,933         | -       | -      | -                 | -          | -      | 6e                                  |
| Shinnosuke Oka  | Barres parallèles | -              | -              | -              | -              | 15,300            | -              | -              | 3e             | -      | -              | -       | -      | 15,300            | -          | -      | Médaille de bronze, Jeux olympiques |
| Wataru Tanigawa | Barres parallèles | -              | -              | -              | -              | 15,000            | -              | -              | 8e             | -      | -              | -       | -      | 14,133            | -          | -      | 6e                                  |
| Taaki Sugino    | Barre fixe        | -              | -              | -              | -              | -                 | 14,733         | -              | 3e             | -      | -              | -       | -      | -                 | 12,266     | -      | 7e                                  |
| Shinnosuke Oka  | Barre fixe        | -              | -              | -              | -              | -                 | 14,533         | -              | 5e             | -      | -              | -       | -      | -                 | 14,533     | -      | Médaille d'or, Jeux olympiques      |

| Athlète         | Qualifications | Qualifications      | Qualifications | Qualifications | Qualifications | Qualifications | Finale | Finale              | Finale | Finale | Finale  | Finale |
| Athlète         | Agrès          | Agrès               | Agrès          | Agrès          | Total          | Rang           | Agrès  | Agrès               | Agrès  | Agrès  | Total   | Rang   |
| Athlète         | Saut           | Barres asymétriques | Poutre         | Sol            | Total          | Rang           | Saut   | Barres asymétriques | Poutre | Sol    | Total   | Rang   |
| --------------- | -------------- | ------------------- | -------------- | -------------- | -------------- | -------------- | ------ | ------------------- | ------ | ------ | ------- | ------ |
| Rina Kishi      | 14,033         | 13,566              | 13,500         | 13,600         | 54,699         | 10e            | 13,966 | 13,600              | 13,466 | 13,433 | -       | -      |
| Haruka Nakamura | 13,066         | 13,600              | 13,600         | 13,266         | 53,532         | 17e            | 12,966 | 12,433              | 12,800 | 13,233 | -       | -      |
| Mana Okamura    | 13,066         | 13,266              | 13,633         | 13,200         | 53,132         | 19e            | -      | 13,100              | 13,700 | 12,933 | -       | -      |
| Kohane Ushioku  | 13,866         | 12,833              | 12,866         | 12,566         | 52,131         | 27e            | 13,833 | -                   | -      | -      | -       | -      |
| Total           | 40,965         | 40,432              | 40,733         | 40,066         | 162,196        | 5e             | 40,765 | 39,133              | 69,966 | 39,599 | 159,463 | 8e     |

| Athlète         | Compétition      | Qualifications | Qualifications      | Qualifications | Qualifications | Qualifications | Qualifications | Finale | Finale              | Finale | Finale | Finale | Finale |
| Athlète         | Compétition      | Agrès          | Agrès               | Agrès          | Agrès          | Total          | Rang           | Agrès  | Agrès               | Agrès  | Agrès  | Total  | Rang   |
| Athlète         | Compétition      | Saut           | Barres asymétriques | Poutre         | Sol            | Total          | Rang           | Saut   | Barres asymétriques | Poutre | Sol    | Total  | Rang   |
| --------------- | ---------------- | -------------- | ------------------- | -------------- | -------------- | -------------- | -------------- | ------ | ------------------- | ------ | ------ | ------ | ------ |
| Rina Kishi      | Concours général | 14,033         | 13,566              | 13,500         | 13,600         | 54,699         | 10e            | 13,766 | 13,833              | 13,133 | 13,233 | 53,965 | 11e    |
| Haruka Nakamura | Concours général | 13,066         | 13,600              | 13,600         | 13,266         | 53,532         | 17e            | 12,833 | 13,933              | 13,700 | 12,633 | 53,099 | 15e    |
| Rina Kishi      | Sol              | -              | -                   | -              | 13,600         | -              | 8e             | -      | -                   | -      | 13,166 | -      | 7e     |

#### Trampoline
| Athlète         | Compétition       | Qualifications  | Qualifications | Qualifications | Qualifications | Finale        | Finale  |
| Athlète         | Compétition       | Routine imposée | Routine libre  | Meilleure note | Rang           | Routine libre | Rang    |
| --------------- | ----------------- | --------------- | -------------- | -------------- | -------------- | ------------- | ------- |
| Ryusei Nishioka | Concours masculin | 24,710          | 35,750         | 35,750         | 16e            | Éliminé       | Éliminé |
| Hikaru Mori     | Concours féminin  | 54,890          | 55,150         | 55,150         | 6e             | 54,740        | 6e      |

### Haltérophilie
| Athlète           | Catégorie      | Arraché  | Arraché | Épaulé-jeté | Épaulé-jeté | Total  | Rang |
| Athlète           | Catégorie      | Résultat | Rang    | Résultat    | Rang        | Total  | Rang |
| ----------------- | -------------- | -------- | ------- | ----------- | ----------- | ------ | ---- |
| Masanori Miyamoto | Moins de 73 kg | 151 kg   | 6e      | 187 kg      | 6e          | 388 kg | 6e   |
| Eishiro Murakami  | Plus de 102 kg | 180 kg   | 10e     | 220 kg      | 10e         | 400 kg | 10e  |

| Athlète     | Catégorie      | Arraché  | Arraché | Épaulé-jeté | Épaulé-jeté | Total  | Rang |
| Athlète     | Catégorie      | Résultat | Rang    | Résultat    | Rang        | Total  | Rang |
| ----------- | -------------- | -------- | ------- | ----------- | ----------- | ------ | ---- |
| Riya Suzuki | Moins de 49 kg | 83 kg    | 8e      | 108 kg      | 191e        | 191 kg | 8e   |

### Handball
| Épreuve          | Tour préliminaire   | Tour préliminaire   | Tour préliminaire   | Tour préliminaire   | Tour préliminaire   | Tour préliminaire | Quart de finale     | Demi-finale         | Finale / MB         | Rang |
| Épreuve          | Adversaire Résultat | Adversaire Résultat | Adversaire Résultat | Adversaire Résultat | Adversaire Résultat | Rang              | Adversaire Résultat | Adversaire Résultat | Adversaire Résultat | Rang |
| ---------------- | ------------------- | ------------------- | ------------------- | ------------------- | ------------------- | ----------------- | ------------------- | ------------------- | ------------------- | ---- |
| Tournoi masculin | Croatie D 29 - 30   | Allemagne D 26 - 37 | Espagne D 33 - 37   | Slovénie D 28 - 29  | Suède D 27 - 40     | 6e                | Éliminés            | Éliminés            | Éliminés            | 11e  |

Équipe masculine de handball :
- 1 - Takumi Nakamura : Gardien
- 2 - Kosuke Yasuhira : Demi-centre
- 4 - Tomoya Sakurai : Ailier droit
- 9 - Naoki Sugioka : Ailier gauche
- 13 - Shuichi Yoshida : Pivot
- 15 - Adam Yuki Baig : Arrière gauche
- 19 - Shinnosuke Tokuda : Arrière droit
- 20 - Jin Watanabe : Arrière droit
- 21 - Daisuke Okamoto : Gardien
- 25 - Hiroki Motoki :	Ailier droit
- 27 - Hiroyasu Tamakawa : Pivot
- 31 - Tatsuki Yoshino : Arrière gauche
- 39 - Naoki Fujisaka : Demi-centre
- 44 - Sota Takano : Ailier gauche

### Hockey sur gazon
| Épreuve         | Premier tour      | Premier tour     | Premier tour     | Premier tour     | Premier tour     | Premier tour | Quart de finale  | Demi-finale      | Finale / MB      | Rang      |
| Épreuve         | Adversaire Score  | Adversaire Score | Adversaire Score | Adversaire Score | Adversaire Score | Rang         | Adversaire Score | Adversaire Score | Adversaire Score | Rang      |
| --------------- | ----------------- | ---------------- | ---------------- | ---------------- | ---------------- | ------------ | ---------------- | ---------------- | ---------------- | --------- |
| Tournoi féminin | Allemagne D 0 - 2 | Chine D 0 - 5    | Belgique D 0 - 3 | France V 1 - 0   | Pays-Bas D 1 - 5 | 5e           | Éliminées        | Éliminées        | Éliminées        | Éliminées |

Équipe féminine de hockey sur gazon :
- 1 - Eika Nakamura : Gardienne
- 5 - Yu Asai : Défenseur
- 7 - Miyu Suzuki : Défenseur
- 9 - Yuri Nagai  : Attaquante
- 10 - Hazuki Nagai : Milieu de terrain
- 11 - Shihori Oikawa : Défenseur
- 13 - Miki Kozuka : Défenseur
- 17 - Shiho Kobayakawa : Attaquante
- 19 - Kanon Mori : Attaquante
- 21 - Mai Toriyama : Attaquante
- 23 - Saki Tanaka : Milieu de terrain
- 25 - Kana Urata : Défenseur
- 26 - Amiru Shimada : Milieu de terrain
- 29 - Sakurako Omoto : Milieu de terrain
- 36 - Miyu Hasegawa : Attaquante
- 37 - Rika Ogawa : Défenseur

### Judo
| Athlète          | Compétition     | 16e de finale        | 8e de finale        | Quart de finale       | Demi-finale         | Repêchage                 | Finale / CB             | Rang                                |
| Athlète          | Compétition     | Adversaire Résultat  | Adversaire Résultat | Adversaire Résultat   | Adversaire Résultat | Adversaire Résultat       | Adversaire Résultat     | Rang                                |
| ---------------- | --------------- | -------------------- | ------------------- | --------------------- | ------------------- | ------------------------- | ----------------------- | ----------------------------------- |
| Ryuju Nagayama   | Moins de 60 kg  | Exempté              | Augusto V 10 - 00   | Garrigós D 00 - 10    | Non disputé         | Yang V 01 - 00            | Yıldız V 10 - 00        | Médaille de bronze, Jeux olympiques |
| Hifumi Abe       | Moins de 66 kg  | Exempté              | Pongrácz V 10 - 00  | Emomali V 10 - 00     | Vieru V 01 - 00     | Exempté                   | Lima V 10 - 00          | Médaille d'or, Jeux olympiques      |
| Soichi Hashimoto | Moins de 73 kg  | Exempté              | Hristov V 01- 00    | Gaba D 00 - 10        | Non disputé         | Batzaya V 10 - 00         | Gjakova V 01 - 00       | Médaille de bronze, Jeux olympiques |
| Takanori Nagase  | Moins de 81 kg  | Aprahamian V 10 - 00 | Albayrak V 01 - 00  | Casse V 01 - 00       | Esposito V 10 - 00  | Exempté                   | Grigalashvili V 11 - 00 | Médaille d'or, Jeux olympiques      |
| Sanshiro Murao   | Moins de 90 kg  | Exempté              | Kaljulaid V 10 - 00 | Grigorian V 10 - 00   | Ngayap V 11 - 00    | Exempté                   | Bekauri D 01 - 10       | Médaille d'argent, Jeux olympiques  |
| Aaron Wolf       | Moins de 100 kg | Fara V 10 - 00       | Fonseca V 10 - 00   | Sulamanidze D 00 - 01 | Non disputé         | Sherazadishvili D 00 - 10 | Éliminé                 | 7e                                  |
| Tatsuru Saito    | Plus de 100 kg  | Exempté              | Krpálek V 10 - 00   | Granda V 01 - 00      | Kim D 00 - 10       | Non disputé               | Yusupov D 00 - 11       | 4e                                  |

| Athlète         | Compétition    | 16e de finale          | 8e de finale          | Quart de finale     | Demi-finale         | Repêchage           | Finale / CB          | Rang                                |
| Athlète         | Compétition    | Adversaire Résultat    | Adversaire Résultat   | Adversaire Résultat | Adversaire Résultat | Adversaire Résultat | Adversaire Résultat  | Rang                                |
| --------------- | -------------- | ---------------------- | --------------------- | ------------------- | ------------------- | ------------------- | -------------------- | ----------------------------------- |
| Natsumi Tsunoda | Moins de 48 kg | Ferreira V 11 - 00     | Whitebooi V 11 - 00   | Boukli V 10 - 00    | Babulfath V 10 - 00 | Non disputé         | Baasankhüü V 01 - 00 | Médaille d'or, Jeux olympiques      |
| Uta Abe         | Moins de 52 kg | Deguchi V 10 - 00      | Keldiyorova D 01 - 10 | Éliminée            | Éliminée            | Éliminée            | Éliminée             | 9e                                  |
| Haruka Funakubo | Moins de 57 kg | Toniolo V 01 - 00      | Bilodid V 10 - 00     | Cysique D 00 - 10   | Non disputé         | Perišić V 10 - 00   | Silva V 10 - 00      | Médaille de bronze, Jeux olympiques |
| Miku Takaichi   | Moins de 63 kg | del Toro V 10 - 00     | Krišto D 00 - 01      | Éliminée            | Éliminée            | Éliminée            | Éliminée             | 9e                                  |
| Saki Niizoe     | Moins de 70 kg | Exemptée               | Matniyazova V 10 - 00 | van Dijke D 00 - 01 | Non disputé         | Tsunoda D 00 - 10   | Éliminée             | 7e                                  |
| Rika Takayama   | Moins de 78 kg | Exemptée               | Kurbanbaeva V 10 - 00 | Wagner D 00 - 10    | Non disputé         | Steenhuis V 10 - 00 | Sampaio D 00 - 10    | 5e                                  |
| Akira Sone      | Plus de 78 kg  | Soppi Mbella V 10 - 00 | Xu V 01 - 00          | Özdemir D 00 - 01   | Non disputé         | Žabić D 10 - 00     | Éliminée             | 7e                                  |

| Athlètes | 8e de finale        | Quart de finale     | Demi-finale         | Repêchage           | Finale / CB         | Rang                               |
| Athlètes | Adversaire Résultat | Adversaire Résultat | Adversaire Résultat | Adversaire Résultat | Adversaire Résultat | Rang                               |
| --- | ------------------- | ------------------- | ------------------- | ------------------- | ------------------- | ---------------------------------- |
| - Uta Abe - Soichi Hashimoto - Miku Takaichi - Sanshiro Murao - Rika Takayama - Tatsuru Saito - Miku Takaichi | Espagne V 4 - 3     | Serbie V 4 - 1      | Allemagne V 4 - 0   | Exemptés            | France D 3 - 4      | Médaille d'argent, Jeux olympiques |

### Lutte
| Athlète         | Compétition    | 8e de finale           | Quart de finale     | Demi-finale         | Repêchage           | Finale / CB         | Rang                               |
| Athlète         | Compétition    | Adversaire Résultat    | Adversaire Résultat | Adversaire Résultat | Adversaire Résultat | Adversaire Résultat | Rang                               |
| --------------- | -------------- | ---------------------- | ------------------- | ------------------- | ------------------- | ------------------- | ---------------------------------- |
| Rei Higuchi     | Moins de 57 kg | Sarlak V par forfait   | Cruz V 12 - 2       | Sehrawat V 10 - 0   | Non disputé         | Lee V 4 - 2         | Médaille d'or, Jeux olympiques     |
| Kotaro Kiyooka  | Moins de 65 kg | Saculțan V 10 - 0      | Rivera V 8 - 6      | Tulga V 5 - 1       | Non disputé         | Amouzad V 10 - 3    | Médaille d'or, Jeux olympiques     |
| Daichi Takatani | Moins de 74 kg | Garzón V 10 - 0        | Tsabolov V 10 - 0   | Dake V 20 - 12      | Non disputé         | Zhamalov D 0 - 5    | Médaille d'argent, Jeux olympiques |
| Hayato Ishiguro | Moins de 86 kg | Benferdjallah V 11 - 0 | Brooks D 1 - 11     | Éliminé             | Éliminé             | Éliminé             | 7e                                 |

| Athlète         | Compétition    | 8e de finale        | Quart de finale       | Demi-finale         | Repêchage           | Finale / CB         | Rang                                |
| Athlète         | Compétition    | Adversaire Résultat | Adversaire Résultat   | Adversaire Résultat | Adversaire Résultat | Adversaire Résultat | Rang                                |
| --------------- | -------------- | ------------------- | --------------------- | ------------------- | ------------------- | ------------------- | ----------------------------------- |
| Yui Susaki      | Moins de 50 kg | Vinesh D 2 - 3      | Non disputé           | Non disputé         | Non disputé         | Livach V 10 - 0     | Médaille de bronze, Jeux olympiques |
| Akari Fujinami  | Moins de 53 kg | Parrish V 6 - 0     | Khulan V 8 - 2        | Pang V 10 - 0       | Non disputé         | Yépez V 10 - 0      | Médaille d'or, Jeux olympiques      |
| Tsugumi Sakurai | Moins de 57 kg | Taylor V 6 - 1      | Valverde V 11 - 0     | Maroulis V 10 - 4   | Non disputé         | Nichita V 6 - 0     | Médaille d'or, Jeux olympiques      |
| Sakura Motoki   | Moins de 62 kg | Incze V 4 - 0       | Godinez V 11 - 0      | Bullen V 7 - 7      | Non disputé         | Koliadenko V 12 - 1 | Médaille d'or, Jeux olympiques      |
| Nonoka Ozaki    | Moins de 68 kg | Caraballo V 10 - 0  | Zhumanazarova D 6 - 8 | Non disputé         | Delgermaa V 6 - 0   | Oborududu V 3 - 0   | Médaille de bronze, Jeux olympiques |
| Yuka Kagami     | Moins de 76 kg | Reasco V 2 - 0      | Yiğit V 3 - 0         | Rentería V 4 - 2    | Non disputé         | Blades V 3 - 1      | Médaille d'or, Jeux olympiques      |

| Athlète          | Compétition    | 8e de finale        | Quart de finale     | Demi-finale           | Repêchage           | Finale / CB         | Rang                           |
| Athlète          | Compétition    | Adversaire Résultat | Adversaire Résultat | Adversaire Résultat   | Adversaire Résultat | Adversaire Résultat | Rang                           |
| ---------------- | -------------- | ------------------- | ------------------- | --------------------- | ------------------- | ------------------- | ------------------------------ |
| Kenichiro Fumita | Moins de 60 kg | de Armas V 11 - 1   | Mohsennejad V 9 - 0 | Sharshenbekov V 4 - 3 | Non disputé         | Cao V 4 - 1         | Médaille d'or, Jeux olympiques |
| Kyotaro Sogabe   | Moins de 67 kg | Luis Orta D 0 - 8   | Éliminé             | Éliminé               | Éliminé             | Éliminé             | 14e                            |
| Nao Kusaka       | Moins de 77 kg | Ouakali V 9 - 0     | Vardanyan V 12 - 2  | Amoyan V 3 - 1        | Non disputé         | Zhadrayev V 5 - 2   | Médaille d'or, Jeux olympiques |

### Natation
| Athlète(s)                                                                   | Épreuve              | Séries        | Séries      | Demi-finale   | Demi-finale | Finale            | Finale                             |
| Athlète(s)                                                                   | Épreuve              | Temps         | Rang        | Temps         | Rang        | Temps             | Rang                               |
| ---------------------------------------------------------------------------- | -------------------- | ------------- | ----------- | ------------- | ----------- | ----------------- | ---------------------------------- |
| Katsuhiro Matsumoto                                                          | 200 m nage libre     | 1 min 46 s 23 | 7e          | 1 min 45 s 88 | 8e          | 1 min 46 s 26     | 8e                                 |
| Riku Matsuyama                                                               | 100 m dos            | 54 s 71       | 31e         | Éliminé       | Éliminé     | Éliminé           | Éliminé                            |
| Hidekazu Takehara                                                            | 200 m dos            | 1 min 57 s 23 | 8e          | 1 min 58 s 03 | 15e         | Éliminé           | Éliminé                            |
| Taku Taniguchi                                                               | 100 m brasse         | 1 min 0 s 20  | 19e         | Éliminé       | Éliminé     | Éliminé           | Éliminé                            |
| Ippei Watanabe                                                               | 200 m brasse         | 2 min 9 s 86  | 5e          | 2 min 9 s 62  | 5e          | 2 min 8 s 83      | 6e                                 |
| Yu Hanaguruma                                                                | 200 m brasse         | 2 min 10 s 35 | 7e          | 2 min 9 s 72  | 7e          | 2 min 8 s 79      | 5e                                 |
| Katsuhiro Matsumoto                                                          | 100 m papillon       | 51 s 43       | 12e         | 51 s 69       | 15e         | Éliminé           | Éliminé                            |
| Naoki Mizunuma                                                               | 100 m papillon       | 51 s 62       | 15e         | 51 s 08       | 8e          | 51 s 11           | 8e                                 |
| Genki Terakado                                                               | 200 m papillon       | 1 min 55 s 82 | 13e         | 1 min 56 s 21 | 15e         | Éliminé           | Éliminé                            |
| Tomoru Honda                                                                 | 200 m papillon       | 1 min 57 s 30 | 22e         | Éliminé       | Éliminé     | Éliminé           | Éliminé                            |
| Daiya Seto                                                                   | 200 m 4 nages        | 1 min 57 s 48 | 1er         | 1 min 56 s 59 | 5e          | 1 min 57 s 21     | 7e                                 |
| Tomoyuki Matsushita                                                          | 400 m 4 nages        | 4 min 11 s 18 | 5e          | Non disputé   | Non disputé | 4 min 8 s 62      | Médaille d'argent, Jeux olympiques |
| Daiya Seto                                                                   | 400 m 4 nages        | 4 min 10 s 92 | 3e          | Non disputé   | Non disputé | 4 min 11 s 78     | 7e                                 |
| - Tatsuya Murasa - Katsuhiro Matsumoto - Hidenari Mano - Konosuke Yanagimoto | 4 × 200 m nage libre | 7 min 8 s 43  | 8e          | Non disputé   | Non disputé | 7 min 7 s 48      | 7e                                 |
| - Riku Matsumoto - Taku Taniguchi - Naoki Mizunuma - Katsuhiro Matsumoto     | 4 × 100 m 4 nages    | 3 min 34 s 84 | 14e         | Non disputé   | Non disputé | Éliminés          | Éliminés                           |
| Taishin Minamide                                                             | 10 km en eau libre   | Non disputé   | Non disputé | Non disputé   | Non disputé | 1 h 56 min 57 s 3 | 15e                                |

| Athlète(s)                                                    | Épreuve              | Séries        | Séries      | Demi-finale   | Demi-finale | Finale           | Finale    |
| Athlète(s)                                                    | Épreuve              | Temps         | Rang        | Temps         | Rang        | Temps            | Rang      |
| ------------------------------------------------------------- | -------------------- | ------------- | ----------- | ------------- | ----------- | ---------------- | --------- |
| Waka Kobori                                                   | 400 m nage libre     | 4 min 8 s 02  | 11e         | Non disputé   | Non disputé | Éliminée         | Éliminée  |
| Satomi Suzuki                                                 | 100 m brasse         | 1 min 6 s 04  | 4e          | 1 min 6 s 90  | 12e         | Éliminée         | Éliminée  |
| Reona Aoki                                                    | 100 m brasse         | 1 min 6 s 98  | 19e         | Éliminée      | Éliminée    | Éliminée         | Éliminée  |
| Satomi Suzuki                                                 | 200 m brasse         | 2 min 23 s 80 | 6e          | 2 min 23 s 54 | 8e          | 2 min 22 s 54    | 4e        |
| Mizuki Hirai                                                  | 100 m papillon       | 56 s 71       | 2e          | 56 s 80       | 7e          | 57 s 19          | 7e        |
| Rikako Ikee                                                   | 100 m papillon       | 57 s 82       | 14e         | 57 s 59       | 11e         | Éliminée         | Éliminée  |
| Airi Mitsui                                                   | 200 m papillon       | 2 min 9 s 12  | 9e          | 2 min 8 s 71  | 11e         | Éliminée         | Éliminée  |
| Hiroko Makino                                                 | 200 m papillon       | 2 min 10 s 79 | 15e         | 2 min 9 s 16  | 13e         | Éliminée         | Éliminée  |
| Yui Ohashi                                                    | 200 m 4 nages        | 2 min 11 s 70 | 15e         | 2 min 10 s 94 | 12e         | Éliminée         | Éliminée  |
| Shiho Matsumoto                                               | 200 m 4 nages        | 2 min 11 s 67 | 14e         | 2 min 11 s 85 | 14e         | Éliminée         | Éliminée  |
| Ageha Tanigawa                                                | 400 m 4 nages        | 4 min 43 s 18 | 13e         | Non disputé   | Non disputé | Éliminée         | Éliminée  |
| Mio Narita                                                    | 400 m 4 nages        | 4 min 37 s 84 | 5e          | Non disputé   | Non disputé | 4 min 38 s 83    | 6e        |
| - Chihiro Igarashi - Rio Shirai - Nagisa Ikemoto - Aoi Masuda | 4 × 200 m nage libre | 7 min 58 s 39 | 9e          | Non disputé   | Non disputé | Éliminées        | Éliminées |
| - Rio Shirai - Satomi Suzuki - Mizuki Hirai - Rikako Ikee     | 4 × 100 m 4 nages    | 3 min 56 s 52 | 5e          | Non disputé   | Non disputé | 3 min 56 s 17    | 5e        |
| Airi Ebina                                                    | 10 km en eau libre   | Non disputé   | Non disputé | Non disputé   | Non disputé | 2 h 6 min 17 s 7 | 13e       |

### Natation artistique
| Athlètes | Compétition | Programmes | Programmes | Programmes  | Total    | Rang |
| Athlètes | Compétition | Technique  | Libre      | Acrobatique | Total    | Rang |
| --- | ----------- | ---------- | ---------- | ----------- | -------- | ---- |
| Moe Higa Tomoka Sato                                                                                                   | Duo         | 257,3533   | 249,7271   | Non disputé | 507,0804 | 8e   |
| - Moe Higa - Uta Kobayashi - Moeka Kijima - Ayano Shimada - Tomoka Sato - Ami Wada - Mashiro Yasunaga - Megumu Yoshida | Ballet      | 284,9017   | 343,0291   | 252,7533    | 880,6841 | 5e   |

### Pentathlon moderne
| Athlète       | Compétition | Compétition | Tour de classement | Tour de classement | Tour de classement | Équitation (saut d'obstacles) | Équitation (saut d'obstacles) | Équitation (saut d'obstacles) | Escrime (épée) | Escrime (épée) | Escrime (épée) | Natation (200 m nage libre) | Natation (200 m nage libre) | Natation (200 m nage libre) | Laser-Run (course + tir) | Laser-Run (course + tir) | Laser-Run (course + tir) | Total    | Rang                               |
| Athlète       | Compétition | Compétition | Vict.              | Déf.               | Rang               | Temps                         | Points                        | Rang                          | BR             | Points         | Rang           | Temps                       | Points                      | Rang                        | Temps                    | Points                   | Rang                     | Total    | Rang                               |
| ------------- | ----------- | ----------- | ------------------ | ------------------ | ------------------ | ----------------------------- | ----------------------------- | ----------------------------- | -------------- | -------------- | -------------- | --------------------------- | --------------------------- | --------------------------- | ------------------------ | ------------------------ | ------------------------ | -------- | ---------------------------------- |
| Taishu Sato   | Hommes      | Demi-finale | 21                 | 14                 | 6e                 | 58 s 58                       | 286                           | 11e                           | 2              | 237            | 2e             | 1 min 59 s 90               | 311                         | 4e                          | 10 min 19 s 14           | 681                      | 8e                       | 1515     | 2e                                 |
| Taishu Sato   | Hommes      | Finale      | -                  | -                  | -                  | 59 s 21                       | 300                           | 2e                            | 2              | 232            | 5e             | 2 min 4 s 21                | 302                         | 12e                         | 9 min 52 s 85            | 708                      | 5e                       | 1542     | Médaille d'argent, Jeux olympiques |
| Misaki Uchida | Femmes      | Demi-finale | 15                 | 20                 | 30e                | 0                             | 200                           | 14e                           | 2 min 8 s 56   | 293            | 1er            | 12 min 10 s 13              | 570                         | 13e                         | 58 s 25                  | 293                      | 10e                      | 1356     | 12e                                |
| Misaki Uchida | Femmes      | Finale      | -                  | -                  | -                  | Éliminée                      | Éliminée                      | Éliminée                      | Éliminée       | Éliminée       | Éliminée       | Éliminée                    | Éliminée                    | Éliminée                    | Éliminée                 | Éliminée                 | Éliminée                 | Éliminée | Éliminée                           |

### Plongeon
| Athlète      | Compétition     | Tour préliminaire | Tour préliminaire | Demi-finale | Demi-finale | Finale  | Finale                             |
| Athlète      | Compétition     | Points            | Rang              | Points      | Rang        | Points  | Rang                               |
| ------------ | --------------- | ----------------- | ----------------- | ----------- | ----------- | ------- | ---------------------------------- |
| Sakai Sho    | Tremplin à 3 m  | 389.15            | 11e               | 410.15      | 14e         | Éliminé | Éliminé                            |
| Rikuto Tamai | Haut-vol à 10 m | 497.15            | 2e                | 477.00      | 3e          | 507.65  | Médaille d'argent, Jeux olympiques |

| Athlète        | Compétition     | Tour préliminaire | Tour préliminaire | Demi-finale | Demi-finale | Finale   | Finale   |
| Athlète        | Compétition     | Points            | Rang              | Points      | Rang        | Points   | Rang     |
| -------------- | --------------- | ----------------- | ----------------- | ----------- | ----------- | -------- | -------- |
| Sayaka Mikami  | Tremplin à 3 m  | 258.35            | 21e               | Éliminée    | Éliminée    | Éliminée | Éliminée |
| Haruka Enomoto | Tremplin à 3 m  | 299.10            | 6e                | 244.20      | 18e         | Éliminée | Éliminée |
| Matsuri Arai   | Haut-vol à 10 m | 280.65            | 16e               | 300.50      | 8e          | 314.45   | 9e       |

### Rugby à sept
| Épreuve          | Phase de poules          | Phase de poules     | Phase de poules       | Phase de poules | Quart de finale / MC | Demi-finale / MC    | Finale / 3e / MC    | Rang |
| Épreuve          | Adversaire Résultat      | Adversaire Résultat | Adversaire Résultat   | Rang            | Adversaire Résultat  | Adversaire Résultat | Adversaire Résultat | Rang |
| ---------------- | ------------------------ | ------------------- | --------------------- | --------------- | -------------------- | ------------------- | ------------------- | ---- |
| Tournoi masculin | Nouvelle-Zélande D 12-40 | Irlande D 5-40      | Afrique du Sud D 5-49 | 4e du gr. A     | Non disputé          | Samoa D 7-42        | Uruguay D 10-21     | 12e  |

Équipe masculin de rugby :
- 1 - Taiga Ishida
- 2 - Kippei Ishida
- 3 - Shotaro Tsuoka
- 4 - Junya Matsumoto
- 5 - Josua Karevi
- 6 - Moeki Fukushi
- 7 - Kippei Taninaka
- 8 - Yoshihiro Noguchi
- 9 - Kazuma Ueda
- 10 - Takamasa Maruo
- 11 - Yu Okudaira
- 12 - Yoshiyuki Koga
- 13 - Taichi Yoshizawa

| Épreuve         | Phase de poules     | Phase de poules     | Phase de poules     | Phase de poules | Quart de finale / MC | Demi-finale / MC       | Finale / 3e / MC    | Rang |
| Épreuve         | Adversaire Résultat | Adversaire Résultat | Adversaire Résultat | Rang            | Adversaire Résultat  | Adversaire Résultat    | Adversaire Résultat | Rang |
| --------------- | ------------------- | ------------------- | ------------------- | --------------- | -------------------- | ---------------------- | ------------------- | ---- |
| Tournoi féminin | États-Unis D 7-36   | France D 0-49       | Brésil V 39-12      | 3e du gr. C     | Non disputé          | Afrique du Sud V 15-12 | Brésil V 38-7       | 9e   |

Équipe féminine de rugby :
- 1 - Chiharu Nakamura
- 2 - Marin Kajiki
- 3 - Rinka Matsuda
- 4 - Sakura Mizutani
- 5 - Chiaki Saegusa
- 6 - Mei Ohtani
- 7 - Yume Hirano
- 8 - Arisa Nishi
- 9 - Hanoko Utsumi
- 10 - Emii Tanaka
- 11 - Wakaba Hara
- 12 - Honoka Tsutsumi
- 14 - Yukino Tsujisaki

### Skateboard
| Athlète         | Compétition | Préliminaire | Préliminaire | Préliminaire | Préliminaire | Finale   | Finale   | Finale   | Finale                             |
| Athlète         | Compétition | Course 1     | Course 2     | Course 3     | Rang         | Course 1 | Course 2 | Course 3 | Rang                               |
| --------------- | ----------- | ------------ | ------------ | ------------ | ------------ | -------- | -------- | -------- | ---------------------------------- |
| Yuro Nagahara   | Hommes      | 81,38        | 2,36         | 2,28         | 15e          | Éliminé  | Éliminé  | Éliminé  | Éliminé                            |
| Kokona Hiraki   | Femmes      | 85,04        | 88,07        | 25,34        | 1er          | 91,98    | 79,79    | 92,63    | Médaille d'argent, Jeux olympiques |
| Sakura Yosozumi | Femmes      | 79,70        | 20,04        | 9,33         | 10e          | Éliminée | Éliminée | Éliminée | Éliminée                           |
| Hinano Kusaki   | Femmes      | 44,00        | 52,21        | 85,11        | 3e           | 2,66     | 17,86    | 69,76    | 8e                                 |

| Athlète        | Compétition | Qualifications | Qualifications | Qualifications | Qualifications | Qualifications | Qualifications | Qualifications | Qualifications | Qualifications | Finale  | Finale  | Finale  | Finale  | Finale  | Finale  | Finale  | Finale  | Finale                             |
| Athlète        | Compétition | Courses        | Courses        | Feintes        | Feintes        | Feintes        | Feintes        | Feintes        | Total          | Rang           | Courses | Courses | Feintes | Feintes | Feintes | Feintes | Feintes | Total   | Rang                               |
| Athlète        | Compétition | 1              | 2              | 1              | 2              | 3              | 4              | 5              | Total          | Rang           | 1       | 2       | 1       | 2       | 3       | 4       | 5       | Total   | Rang                               |
| -------------- | ----------- | -------------- | -------------- | -------------- | -------------- | -------------- | -------------- | -------------- | -------------- | -------------- | ------- | ------- | ------- | ------- | ------- | ------- | ------- | ------- | ---------------------------------- |
| Ginwoo Onodera | Hommes      | 49,50          | 83,51          | 0,00           | 0,00           | 93,57          | 0,00           | 0,00           | 177,08         | 14e            | Éliminé | Éliminé | Éliminé | Éliminé | Éliminé | Éliminé | Éliminé | Éliminé | Éliminé                            |
| Sora Shirai    | Hommes      | 61,63          | 86,71          | 93,57          | 0,00           | 0,00           | 90,14          | 0,00           | 270,42         | 3e             | 90,11   | 39,34   | 93,80   | 0,00    | 0,00    | 94,21   | 0,00    | 278,12  | 4e                                 |
| Yuto Horigome  | Hommes      | 89,72          | 34,75          | 93,08          | FNN            | 77,91          | 87,38          | 0,00           | 270,18         | 4e             | 89,90   | 68,54   | 94,16   | 0,00    | 0,00    | 0,00    | 97,08   | 281,14  | Médaille d'or, Jeux olympiques     |
| Coco Yoshizawa | Femmes      | 83,59          | 71,75          | 86,65          | 88,68          | 78,19          | 0,00           | 0,00           | 258,92         | 1er            | 85,02   | 86,80   | 0,00    | 86,34   | 0,00    | 96,49   | 89,46   | 272,75  | Médaille d'or, Jeux olympiques     |
| Liz Akama      | Femmes      | 86,55          | 51,40          | 86,83          | 0,00           | 84,61          | 81,35          | 78,12          | 257,99         | 2e             | 13,28   | 89,26   | 92,62   | 84,07   | 0,00    | 0,00    | 0,00    | 265,95  | Médaille d'argent, Jeux olympiques |
| Funa Nakayama  | Femmes      | 79,87          | 54,73          | 84,56          | 0,00           | 81,09          | 0,00           | 0,00           | 245,52         | 5e             | 48,14   | 79,77   | 0,00    | 0,00    | 0,00    | 0,00    | 0,00    | 79,77   | 7e                                 |

### Surf
| Athlète        | Compétition | 1er tour | 2e tour   | 3e tour                   | Quart de finale         | Demi-finale            | Finale              | Finale              |            |
| Athlète        | Compétition | Points   | Rang      | Adversaire Résultat       | Adversaire Résultat     | Adversaire Résultat    | Adversaire Résultat | Adversaire Résultat | Classement |
| -------------- | ----------- | -------- | --------- | ------------------------- | ----------------------- | ---------------------- | ------------------- | ------------------- | ---------- |
| Kanoa Igarashi | Hommes      | 4,17     | 3e de M3  | Fioravanti V 13,87 - 7,00 | Medina D 7,04 - 17,40   | Éliminé                | Éliminé             | Éliminé             | 9e         |
| Reo Inaba      | Hommes      | 12,76    | 1er de M8 | Exempté                   | Toledo V 6,00 - 2,46    | Correa D 10,16 - 10,60 | Éliminé             | Éliminé             | 5e         |
| Connor O'Leary | Hommes      | 9,93     | 2e de M4  | Elter V 14,50 - 6,07      | Ewing D 11,00 - 14,17   | Éliminé                | Éliminé             | Éliminé             | 9e         |
| Shino Matsuda  | Femmes      | 11,16    | 2e de M8  | Bonvalot V 9,77 - 6,84    | Erostarbe D 5,84 - 8,34 | Éliminée               | Éliminée            | Éliminée            | 9e         |

### Tennis
| Joueur (n° de tête de série) | Compétition | 32e de finale                | 16e de finale       | 8e de finale        | Quarts de finale    | Demi-finale         | Finale / MB         | Rang |
| Joueur (n° de tête de série) | Compétition | Adversaire Résultat          | Adversaire Résultat | Adversaire Résultat | Adversaire Résultat | Adversaire Résultat | Adversaire Résultat | Rang |
| ---------------------------- | ----------- | ---------------------------- | ------------------- | ------------------- | ------------------- | ------------------- | ------------------- | ---- |
| Kei Nishikori                | Hommes      | Draper D 0 - 2 (1-6, 4-6)    | Éliminé             | Éliminé             | Éliminé             | Éliminé             | Éliminé             | 33e  |
| Taro Daniel                  | Hommes      | Ruud D 0 - 2 (5-7, 1-6)      | Éliminé             | Éliminé             | Éliminé             | Éliminé             | Éliminé             | 33e  |
| Naomi Osaka                  | Femmes      | Kerber D 0 - 2 (5-7, 3-6)    | Éliminée            | Éliminée            | Éliminée            | Éliminée            | Éliminée            | 33e  |
| Moyuka Uchijima              | Femmes      | Svitolina D 0 - 2 (2-6, 1-6) | Éliminée            | Éliminée            | Éliminée            | Éliminée            | Éliminée            | 33e  |

| Joueurs (n° de tête de série) | Compétition | 16e de finale                                    | 8e de finale                              | Quarts de finale     | Demi-finale          | Finale / MB          | Rang |
| Joueurs (n° de tête de série) | Compétition | Adversaires Résultat                             | Adversaires Résultat                      | Adversaires Résultat | Adversaires Résultat | Adversaires Résultat | Rang |
| ----------------------------- | ----------- | ------------------------------------------------ | ----------------------------------------- | -------------------- | -------------------- | -------------------- | ---- |
| Taro Daniel Kei Nishikori     | Hommes      | Evans / Murray D 1 - 2 (6-2, 6-7, 9-11)          | Éliminés                                  | Éliminés             | Éliminés             | Éliminés             | 17e  |
| Shuko Aoyama Ena Shibahara    | Femmes      | Bogdan / Cristian V 2 - 0 (6-2, 6-3)             | Krejčíková / Siniaková D 0 - 2 (5-7, 2-6) | Éliminées            | Éliminées            | Éliminées            | 9e   |
| Ena Shibahara Kei Nishikori   | Mixte       | Garcia / Roger-Vasselin V 2 - 1 (6-4, 3-6, 10-7) | Siniaková / Macháč D 0 - 2 (5-7, 2-6)     | Éliminés             | Éliminés             | Éliminés             | 5e   |

### Tennis de table
| Athlète(s)                                               | Compétition | 32e de finale          | 16e de finale          | 8e de finale           | Quart de finale        | Demi-finale            | Finale / MB            | Rang |
| Athlète(s)                                               | Compétition | Adversaire(s) Résultat | Adversaire(s) Résultat | Adversaire(s) Résultat | Adversaire(s) Résultat | Adversaire(s) Résultat | Adversaire(s) Résultat | Rang |
| -------------------------------------------------------- | ----------- | ---------------------- | ---------------------- | ---------------------- | ---------------------- | ---------------------- | ---------------------- | ---- |
| Tomokazu Harimoto                                        | Simple      | Martin V 4 - 0         | Alamian V 4 - 2        | Lind V 4 - 1           | Fan D 3 - 4            | Éliminé                | Éliminé                | 5e   |
| Shunsuke Togami                                          | Simple      | Wang V 4 - 0           | Kožul V 4 - 2          | Jang D 0 - 4           | Éliminé                | Éliminé                | Éliminé                | 9e   |
| - Tomokazu Harimoto - Shunsuke Togami - Hiroto Shinozuka | Équipe      | Non disputé            | Non disputé            | Australie V 3 - 0      | Taipei chinois V 3 - 1 | Suède D 2 - 3          | France D 2 - 3         | 4e   |

| Athlète(s)                                 | Compétition | 32e de finale          | 16e de finale          | 8e de finale           | Quart de finale        | Demi-finale            | Finale / MB            | Rang                                |
| Athlète(s)                                 | Compétition | Adversaire(s) Résultat | Adversaire(s) Résultat | Adversaire(s) Résultat | Adversaire(s) Résultat | Adversaire(s) Résultat | Adversaire(s) Résultat | Rang                                |
| ------------------------------------------ | ----------- | ---------------------- | ---------------------- | ---------------------- | ---------------------- | ---------------------- | ---------------------- | ----------------------------------- |
| Hina Hayata                                | Simple      | Vivarelli V 4 - 0      | Meshref V 4 - 0        | Yuan V 4 - 0           | Pyon V 4 - 3           | Sun D 0 - 4            | Shin V 4 - 2           | Médaille de bronze, Jeux olympiques |
| Miu Hirano                                 | Simple      | Piccolin V 4 - 0       | Zhu V 4 - 0            | Batra V 4 - 1          | Shin D 3 - 4           | Éliminée               | Éliminée               | 5e                                  |
| - Hina Hayata - Miwa Harimoto - Miu Hirano | Équipe      | Non disputé            | Non disputé            | Pologne V 3 - 0        | Thaïlande V 3 - 0      | Allemagne V 3 - 1      | Chine D 0 - 3          | Médaille d'argent, Jeux olympiques  |

| Athlètes                      | 8e de finale           | Quart de finale        | Demi-finale            | Finale / MB            | Rang |
| Athlètes                      | Adversaire(s) Résultat | Adversaire(s) Résultat | Adversaire(s) Résultat | Adversaire(s) Résultat | Rang |
| ----------------------------- | ---------------------- | ---------------------- | ---------------------- | ---------------------- | ---- |
| Tomokazu Harimoto Hina Hayata | Ri / Kim D 1 - 4       | Éliminés               | Éliminés               | Éliminés               | 9e   |

### Tir
| Athlète      | Compétition                  | Qualification | Qualification | Finale  | Finale  |
| Athlète      | Compétition                  | Points        | Rang          | Points  | Rang    |
| ------------ | ---------------------------- | ------------- | ------------- | ------- | ------- |
| Dai Yoshioka | Pistolet à 25 m tir rapide   | 572           | 28e           | Éliminé | Éliminé |
| Naoya Okada  | Carabine à 10 m air comprimé | 626,8         | 31e           | Éliminé | Éliminé |

| Athlète       | Compétition                  | Qualification | Qualification | Finale   | Finale   |
| Athlète       | Compétition                  | Points        | Rang          | Points   | Rang     |
| ------------- | ---------------------------- | ------------- | ------------- | -------- | -------- |
| Misaki Notaba | Carabine à 10 m air comprimé | 629,9         | 12e           | Éliminée | Éliminée |

| Athlètes                  | Compétition                  | Qualification 1 | Qualification 1 | Qualification 2 | Qualification 2 | Finale / MB          | Finale / MB |
| Athlètes                  | Compétition                  | Points          | Rang            | Points          | Rang            | Adversaires Résultat | Rang        |
| ------------------------- | ---------------------------- | --------------- | --------------- | --------------- | --------------- | -------------------- | ----------- |
| Naoya Okada Misaki Nobata | Carabine à 10 m air comprimé | 623,6           | 25e             | Éliminés        | Éliminés        | Éliminés             | Éliminés    |

### Tir à l'arc
| Athlète           | Compétition | Tour préliminaire | Tour préliminaire | 32e de finale       | 16e de finale       | 8e de finale        | Quart de finale     | Demi-finale         | Finale / MB         | Rang |
| Athlète           | Compétition | Points            | Rang              | Adversaire Résultat | Adversaire Résultat | Adversaire Résultat | Adversaire Résultat | Adversaire Résultat | Adversaire Résultat | Rang |
| ----------------- | ----------- | ----------------- | ----------------- | ------------------- | ------------------- | ------------------- | ------------------- | ------------------- | ------------------- | ---- |
| Takaharu Furukawa | Hommes      | 659               | 35e               | Nakanishi D 4 - 6   | Éliminé             | Éliminé             | Éliminé             | Éliminé             | Éliminé             | 33e  |
| Junya Nakanishi   | Hommes      | 663               | 30e               | Furukawa V 6 - 4    | Unruh D 4 - 6       | Éliminé             | Éliminé             | Éliminé             | Éliminé             | 17e  |
| Fumiya Saito      | Hommes      | 650               | 49e               | D'Amour V 6 - 4     | D'Almeida D 1 - 7   | Éliminé             | Éliminé             | Éliminé             | Éliminé             | 17e  |
| Satsuki Noda      | Femmes      | 666               | 12e               | Chiu V 6 - 0        | LOpez V 6 - 2       | Gökkır D 4 - 6      | Éliminée            | Éliminée            | Éliminée            | 9e   |

| Athlète(s)                                           | Compétition | Tour préliminaire | Tour préliminaire | 8e de finale         | Quart de finale      | Demi-finale          | Finale / MB          | Rang |
| Athlète(s)                                           | Compétition | Points            | Rang              | Adversaires Résultat | Adversaires Résultat | Adversaires Résultat | Adversaires Résultat | Rang |
| ---------------------------------------------------- | ----------- | ----------------- | ----------------- | -------------------- | -------------------- | -------------------- | -------------------- | ---- |
| - Takaharu Furukawa - Junya Nakanishi - Fumiya Saito | Hommes      | 1972              | 8e                | Mexique V 5 - 1      | Corée du Sud D 0 - 6 | Éliminés             | Éliminés             | 8e   |
| Junya Nakanishi Satsuki Noda                         | Mixte       | 1329              | 11e               | Turquie V 5 - 4      | États-Unis V 3 - 5   | Éliminés             | Éliminés             | 5e   |

### Triathlon
| Athlète        | Compétition | Natation (1,5 km) | Transition 1 | Vélo (40 km)   | Transition 2 | Course (10 km) | Temps total     | Rang |
| -------------- | ----------- | ----------------- | ------------ | -------------- | ------------ | -------------- | --------------- | ---- |
| Kenji Nener    | Hommes      | 20 min 36 s       | 50 s         | 51 min 58 s    | 25 s         | 31 min 13 s    | 1 h 45 min 2 s  | 15e  |
| Makoto Odakura | Hommes      | 21 min 36 s       | 52 s         | 54 min 24 s    | 28 s         | 32 min 55 s    | 1 h 50 min 15 s | 41e  |
| Yuko Takahashi | Femmes      | 24 min 11 s       | 54 s         | 1 h 0 min 35 s | 29 s         | 36 min 33 s    | 2 h 2 min 42 s  | 40e  |

### Voile
Nota : le résultat barré est le plus mauvais de l’athlète concerné. Il n’est pas pris en compte dans le total.
| Athlète         | Compétition | Qualifications | Qualifications | Qualifications | Qualifications | Qualifications | Qualifications | Qualifications | Qualifications | Qualifications | Qualifications | Qualifications | Qualifications | Qualifications | Qualifications | Qualifications | Qualifications | Qualifications | Qualifications | Qualifications | Qualifications | Total net | Rang | Demi-finale | Demi-finale | Demi-finale | Demi-finale | Demi-finale | Demi-finale | Rang    | Finale  | Rang    |
| Athlète         | Compétition | 1              | 2              | 3              | 4              | 5              | 6              | 7              | 8              | 9              | 10             | 11             | 12             | 13             | 14             | 15             | 16             | 17             | 18             | 19             | 20             | Total net | Rang | 1           | 2           | 3           | 4           | 5           | 6           | Rang    | Finale  | Rang    |
| --------------- | ----------- | -------------- | -------------- | -------------- | -------------- | -------------- | -------------- | -------------- | -------------- | -------------- | -------------- | -------------- | -------------- | -------------- | -------------- | -------------- | -------------- | -------------- | -------------- | -------------- | -------------- | --------- | ---- | ----------- | ----------- | ----------- | ----------- | ----------- | ----------- | ------- | ------- | ------- |
| Makoto Tomizawa | IQFoil      | 6              | 20             | 3              | 25             | 15             | 18             | 13             | 17             | 18             | 21             | 9              | 17             | 13             | Annulé         | Annulé         | Annulé         | Annulé         | Annulé         | Annulé         | Annulé         | 149       | 18e  | Éliminé     | Éliminé     | Éliminé     | Éliminé     | Éliminé     | Éliminé     | Éliminé | Éliminé | Éliminé |

| Athlète(s)                   | Compétition | Régates | Régates | Régates | Régates | Régates | Régates | Régates | Régates | Régates | Régates | Régates | Régates | Régates   | Total net | Classement |
| Athlète(s)                   | Compétition | 1       | 2       | 3       | 4       | 5       | 6       | 7       | 8       | 9       | 10      | 11      | 12      | CM        | Total net | Classement |
| ---------------------------- | ----------- | ------- | ------- | ------- | ------- | ------- | ------- | ------- | ------- | ------- | ------- | ------- | ------- | --------- | --------- | ---------- |
| Misaki Tanaka Sera Nagamatsu | 49er FX     | 4       | 12      | 4       | 14      | 12      | 11      | 14      | 16      | 19      | 13      | 19      | 11      | Éliminées | 160       | 17e        |

| Athlète(s)                            | Compétition | Régates | Régates | Régates | Régates | Régates | Régates | Régates | Régates | Régates | Régates | Régates     | Régates     | Régates  | Total net | Classement                         |
| Athlète(s)                            | Compétition | 1       | 2       | 3       | 4       | 5       | 6       | 7       | 8       | 9       | 10      | 11          | 12          | CM       | Total net | Classement                         |
| ------------------------------------- | ----------- | ------- | ------- | ------- | ------- | ------- | ------- | ------- | ------- | ------- | ------- | ----------- | ----------- | -------- | --------- | ---------------------------------- |
| Shibuki Iitsuka Oura Nishida Capiglia | Nacra 17    | 17      | 17      | 19      | 17      | 17      | 17      | 10      | 17      | 19      | 11      | 7           | 11          | Éliminés | 130       | 17e                                |
| Keiju Okada Miho Yoshioka             | 470         | 1       | 2       | 2       | 6       | 14      | 12      | 9       | 3       | Annulé  | Annulé  | non disputé | non disputé | 6        | 41        | Médaille d'argent, Jeux olympiques |

### Volley-ball

#### Volleyball de plage
| Athlètes                | Compétition     | Tour préliminaire        | Tour préliminaire     | Tour préliminaire              | Tour préliminaire | 8e de finale                | Quart de finale      | Demi-finale          | Finale / MB          | Rang |
| Athlètes                | Compétition     | Adversaires Résultat     | Adversaires Résultat  | Adversaires Résultat           | Rang              | Adversaires Résultat        | Adversaires Résultat | Adversaires Résultat | Adversaires Résultat | Rang |
| ----------------------- | --------------- | ------------------------ | --------------------- | ------------------------------ | ----------------- | --------------------------- | -------------------- | -------------------- | -------------------- | ---- |
| Miki Ishii Akiko Uchida | Tournoi féminin | Salgado / Seixas D 0 - 2 | Schoon / Stam D 0 - 2 | Paulikienė / Raupelytė V 2 - 0 | 3e                | Ana Patrícia / Duda D 0 - 2 | Éliminées            | Éliminées            | Éliminées            | 9e   |

#### En salle
| Épreuve          | Phase de poules     | Phase de poules     | Phase de poules     | Phase de poules | Quart de finale     | Demi-finale         | Finale / MB         | Rang |
| Épreuve          | Adversaire Résultat | Adversaire Résultat | Adversaire Résultat | Rang            | Adversaire Résultat | Adversaire Résultat | Adversaire Résultat | Rang |
| ---------------- | ------------------- | ------------------- | ------------------- | --------------- | ------------------- | ------------------- | ------------------- | ---- |
| Tournoi masculin | Allemagne D 2 - 3   | Argentine V 3 - 1   | États-Unis D 1 - 3  | 3e              | Italie D 2 - 3      | Éliminés            | Éliminés            | 7e   |

Équipe masculine de volleyball :
- 1 - Yuji Nishida : OP
- 2 - Taishi Onodera : MB
- 3 - Akihiro Fukatsu : S
- 4 - Kento Miyaura : OH
- 5 - Tatsunori Otsuka : OH
- 6 - Akihiro Yamauchi : MB
- 8 - Masahiro Sekita : S
- 10 - Kentaro Takahashi : MB
- 12 - Ran Takahashi : OH
- 14 - Yūki Ishikawa  : OH
- 15 - Masato Kai : OH
- 20 - Tomohiro Yamamoto : L

| Épreuve         | Phase de poules     | Phase de poules     | Phase de poules     | Phase de poules | Quart de finale     | Demi-finale         | Finale / MB         | Rang |
| Épreuve         | Adversaire Résultat | Adversaire Résultat | Adversaire Résultat | Rang            | Adversaire Résultat | Adversaire Résultat | Adversaire Résultat | Rang |
| --------------- | ------------------- | ------------------- | ------------------- | --------------- | ------------------- | ------------------- | ------------------- | ---- |
| Tournoi féminin | Pologne D 1 - 3     | Brésil D 0 - 3      | Kenya V 3 - 0       | 3e              | Éliminées           | Éliminées           | Éliminées           | 9e   |

Équipe féminine de volleyvall :
- 1 -  Koyomi Iwasaki : S
- 2 - Kotona Hayashi : OH
- 3 - Sarina Koga  : OH
- 4 - Mayu Ishikawa : OH
- 6 - Nanami Seki : S
- 8 - Manami Kojima : L
- 10 - Arisa Inoue : OH
- 11 - Nichika Yamada : MB
- 12 - Satomi Fukudome : L
- 15 - Airi Miyabe : MB
- 20 - Ayaka Araki : MB
- 21 - Yukiko Wada : OH

### Water-polo
| Épreuve          | Tour préliminaire   | Tour préliminaire   | Tour préliminaire   | Tour préliminaire   | Tour préliminaire   | Tour préliminaire | Quart de finale     | Demi-finale         | Finale / MB         | Rang |
| Épreuve          | Adversaire Résultat | Adversaire Résultat | Adversaire Résultat | Adversaire Résultat | Adversaire Résultat | Rang              | Adversaire Résultat | Adversaire Résultat | Adversaire Résultat | Rang |
| ---------------- | ------------------- | ------------------- | ------------------- | ------------------- | ------------------- | ----------------- | ------------------- | ------------------- | ------------------- | ---- |
| Tournoi masculin | Serbie D 16-15      | France D 13-14      | Hongrie D 10-17     | Espagne D 8-23      | Australie V 14-13   | 5e du gr. B       | Éliminés            | Éliminés            | Éliminés            | 11e  |

Équipe masculine de water-polo :
- 1 - Katsuyuki Tanamura : Gardien
- 2 - Seiya Adachi : Ailier
- 3 - Taiyo Watanabe : Défenseur
- 4 - Daichi Ogihara : Défenseur
- 5 - Kai Inoue : Ailier
- 6 - Toi Suzuki  : Ailier
- 7 - Kiyomu Date : Ailier
- 8 - Mitsuru Takata : Arrière centre
- 9 - Ikkei Nitta : Défenseur
- 10 - Yusuke Inaba : Ailier
- 11 - Keigo Okawa : Ailier
- 12 - Kenta Araki : Avant centre
- 13 - Towa Nishimura : Gardien